# برنامه جامع اقدام مشترک

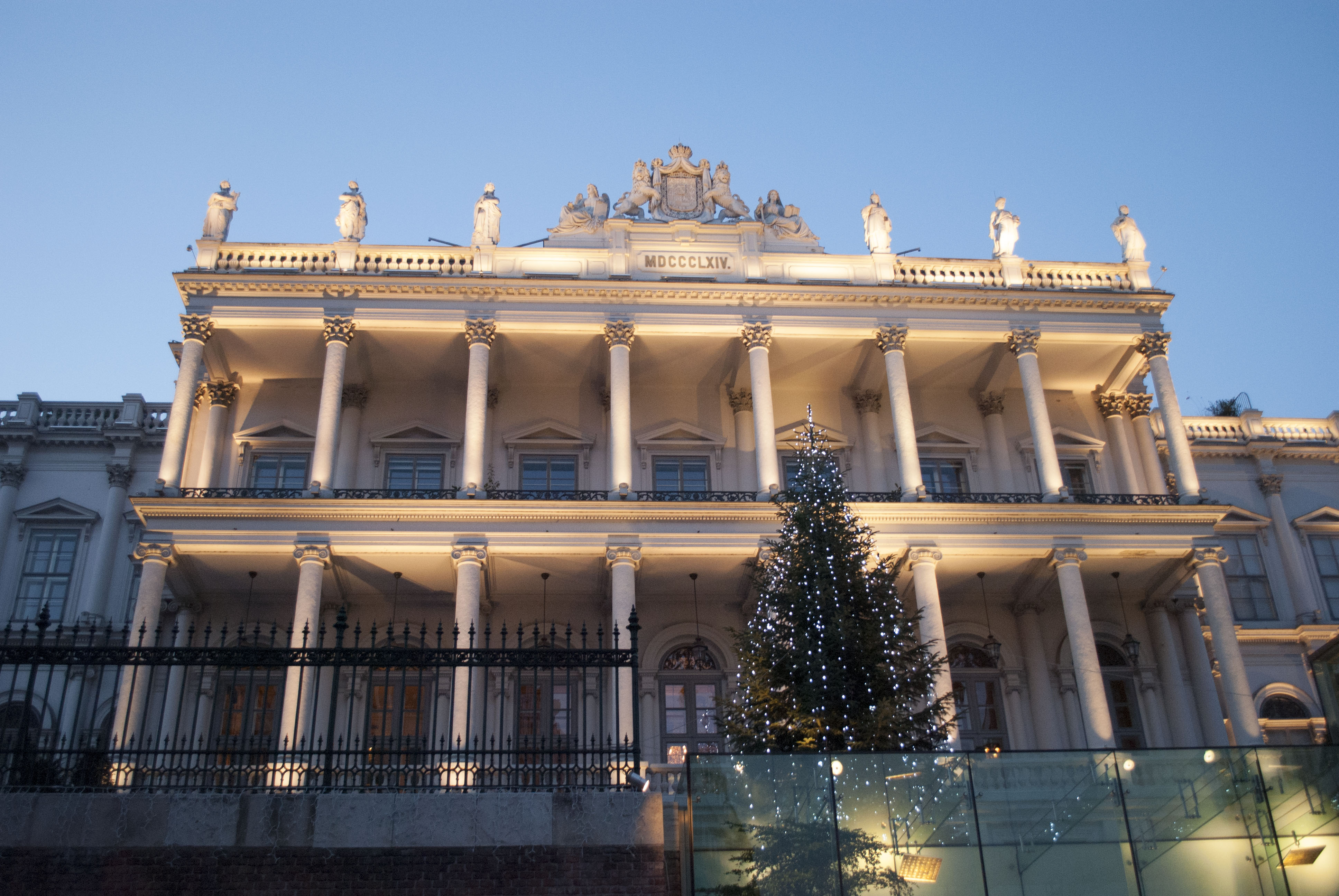
هتل کوبورگ، محل مذاکرات هسته‌ای ایران در وین

برنامه راهبردی جامع اقدام مشترک (به انگلیسی: Joint Comprehensive Plan of Action) یا در ایران به اختصار برجام و در غرب، توافق هسته‌ای ایران یا توافق ایران نیز نامیده می‌شود؛ برنامه‌ای است که در راستای توافق بر سر برنامه هسته‌ای ایران و به دنبال تفاهم هسته‌ای لوزان، در سه‌شنبه ۲۳ تیر ۱۳۹۴ (۱۴ ژوئیه ۲۰۱۵) در وین اتریش بین ایران، اتحادیه اروپا و گروه ۱+۵ انجام شد. مذاکرات رسمی برای طرح برنامه راهبردی جامع اقدام مشترک (برجام) دربارهٔ برنامه اتمی ایران با پذیرفتن توافق موقت ژنو بر روی برنامه هسته‌ای ایران در نوامبر ۲۰۱۳ آغاز شد و به مدت ۲۰ ماه کشورها درگیر مذاکره بودند و در آوریل ۲۰۱۵ تفاهم هسته‌ای لوزان شکل گرفت.
بر اساس این توافق، ایران متعهد شده تا ذخایر اورانیوم غنی شده متوسط خودش را پاک‌سازی و ذخیره‌سازی اورانیوم با غنای کم را تا ۹۸ درصد قطع کند و حداقل به مدت ۱۵ سال تعداد سانتریفیوژها را به حدود دو سوم، کاهش دهد. ایران با عدم غنی‌سازی اورانیوم بیش از ۳٫۶۷ و نساختن تأسیسات غنی‌سازی اورانیوم جدید یا رآکتور آب‌سنگین جدید موافقت کرد. همچنین فعالیت‌های غنی‌سازی اورانیوم به مدت ۱۰ سال به یک ساختمان که از سانتریفیوژهای نسل اول استفاده می‌کند محدود خواهد بود. دیگر تأسیسات نیز طبق پروتکل الحاقی آژانس بین‌المللی انرژی اتمی برای اجتناب از خطر تکثیر سلاح‌های اتمی تبدیل خواهند شد. برای نظارت و تأیید اجرای توافق‌نامه توسط ایران، آژانس بین‌المللی انرژی اتمی(IAEA) باید به تمام تأسیسات اتمی ایران دسترسی منظم داشته‌باشد. در نتیجه این توافقنامه که تاییدیه پایدار متعهدین آن را به همراه دارد، ایران از تحریم‌های شورای امنیت ملل متحد، اتحادیه اروپا و تحریم‌های ثانویه ایالات متحده علیه ایران بیرون خواهد آمد.
این دور از مذاکرات برنامه هسته‌ای ایران و گروه ۱+۵ از ظهر روز شنبه ۲۷ ژوئن ۲۰۱۵، در هتل کوبورگ در شهر وین اتریش با حضور جان کری، وزیر امور خارجه ایالات متحده آمریکا و محمدجواد ظریف، وزیر امور خارجه ایران و هیئت‌های کارشناسی دو طرف آغاز شد. ضرب‌الاجل تعیین شده زمان این مذاکرات، روز سی‌ام ژوئن بود که سه بار به ترتیب تا سوم، دهم و سیزدهم ژوئیه تمدید شد.
در ۱۸ اردیبهشت ۱۳۹۷ شمسی، دونالد ترامپ رئیس‌جمهور ایالات متحدهٔ آمریکا رسماً از برجام خارج و بازگشت تحریم‌ها به صورت گذشته را اعلام کرد.
در شب ۱۵ دی ۱۳۹۸، دولت حسن روحانی نیز پس از چهار مرحله کاهش تعهدات خود، طی بیانیه‌ای گام پنجم و نهایی کاهش تعهدات ایران در برجام را اعلام کرد. مطابق این بیانیه، جمهوری اسلامی ایران دیگر با هیچ محدودیتی در حوزه عملیاتی (شامل ظرفیت غنی‌سازی، درصد غنی‌سازی، میزان مواد غنی‌شده و تحقیق و توسعه) مواجه نیست. از آن زمان غنی‌سازی در ایران به شدت افزایش پیدا کرد و بنابر گزارش آژانس بین‌المللی انرژی اتمی، تا ۱۵ می ۲۰۲۲ (۲۵ اردیبهشت ۱۴۰۱) ذخایر اورانیوم غنی شده ایران که بر اساس برجام محدود به ۲۰۲ کیلوگرم بود، به سه هزار و ۸۰۹ کیلوگرم و میزان ذخایر اورانیوم ۶۰ درصدی ایران نیز با ۹/۹ کیلوگرم افزایش به ۴۳/۱ کیلوگرم رسید.
آمریکا در سپتامبر ۲۰۲۰ تلاش کرد با فعالسازی مکانیسم ماشه تقریباً تمام تحریم‌های سازمان ملل علیه ایران را برگرداند، که با مخالفت اکثریت اعضای شورای امنیت موفق به انجام این کار نشد. با رسیدن جو بایدن به ریاست جمهوری آمریکا در ژانویه ۲۰۲۱، اعضای ۱+۵ و ایران مذاکراتی را برای پیوستن مجدد آمریکا به برجام شروع کرده‌اند که بی‌نتیجه بود.
در ۱۸ اکتبر ۲۰۲۳ مطابق با هشتمین سال پس از پذیرش برجام، محدودیت‌های شورای امنیت سازمان ملل متحد علیه ایران به‌طور خودکار لغو شدند. با این حال آمریکا و اتحادیه اروپا به دلیل آنچه تخطی ایران از الزامات برجام می‌خواندند همان محدودیت‌ها را در حوزه ملی علیه ایران اعمال کردند. با این حال اتحادیه اروپا مایل به استفاده از مکانیسم ماشه علیه ایران نشد.
۲۷ تیر ۱۴۰۴ فرانسه، بریتانیا و آلمان به مقامات جمهوری اسلامی هشدار دادند که اگر مذاکرات پیشرفت نکند، مکانیسم ماشه آخر تابستان فعال می‌شود.

## پیشینه
مذاکرات ایران و گروه ۱+۵ طبق ستون سوم پیمان نامه جهانی منع گسترش سلاح‌های هسته‌ای به منظور اطمینان قدرت‌های جهانی از عدم تولید و توسعه سلاح‌های هسته‌ای توسط ایران و اطمینان ایران از حق خود برای غنی‌سازی سوخت صلح‌آمیز هسته‌ای برای اهداف غیرنظامی در سال ۲۰۰۶ (۱۳۸۵) آغاز شد. در طول مذاکرات ایالات متحده، اتحادیه اروپا و دیگر سازمان‌ها تحریمهایی را علیه ایران تحمیل کردند، که رئیس‌جمهور حسن روحانی آن را جنایت علیه بشریت عنوان کرد.
مدتی به نظر می‌رسید که مرزها و خطوط قرمز شفاف شده باشند. در انتخابات ریاست جمهوری ۲۰۱۳ ایران روحانی انتخاب شد؛ کسی که رسانه‌های غربی او را از نظر سیاسی میانه‌رو توصیف کرده‌اند.
پس از چندین دوره مذاکرات، در ۲۴ نوامبر ۲۰۱۳ (۳ آذر ۱۳۹۲)، توافق موقت ژنو بر سر برنامه هسته‌ای ایران بین ایران و کشورهای ۱+۵ در ژنو سوئیس امضاء شد. همان‌طور که کشورها روی یک توافق بلند مدت کار می‌کردند، این موضوع با متوقف شدن بخش‌هایی از برنامه هسته‌ای ایران در عوض کاهش تحریم‌های اقتصادی علیه ایران همراه بود. تنظیم و پیاده‌سازی توافق از ۲۰ ژانویه ۲۰۱۴ شروع شد. بیشترین تمرکز مذاکرات محدودیت‌ها روی تأسیسات هسته‌ای کلیدی ایران بود: رآکتور آب سنگین IR-40 اراک و کارخانه تولید (که در دست ساخت بود، اما همان‌طور که ایران به عنوان بخشی از توافق موقت ژنو در نوامبر ۲۰۱۳ مبنی بر عدم سوخت‌گیری رآکتور موافقت کرد هرگز اجرایی نشد)، نیروگاه اتمی بوشهر، معدن اورانیوم گچین، مرکز هسته‌ای فردو، کارخانه تبدیل اورانیوم اصفهان، کارخانه غنی‌سازی اورانیوم نطنز و مجتمع توسعه و تحقیقات نظامی پارچین.
این توافق، پایانی بر ۱۲ سال مذاکرات ایران با قدرت‌های جهانی بر سر مسئله خطر تولید سلاح اتمی است. با مسئولیت حسن روحانی در مهر ۱۳۸۲ آغاز و در تیر ۱۳۹۴ با مسئولیت محمدجواد ظریف و در دولت روحانی با توافق جامع به پایان می‌رسد.

## بیانیه نهایی

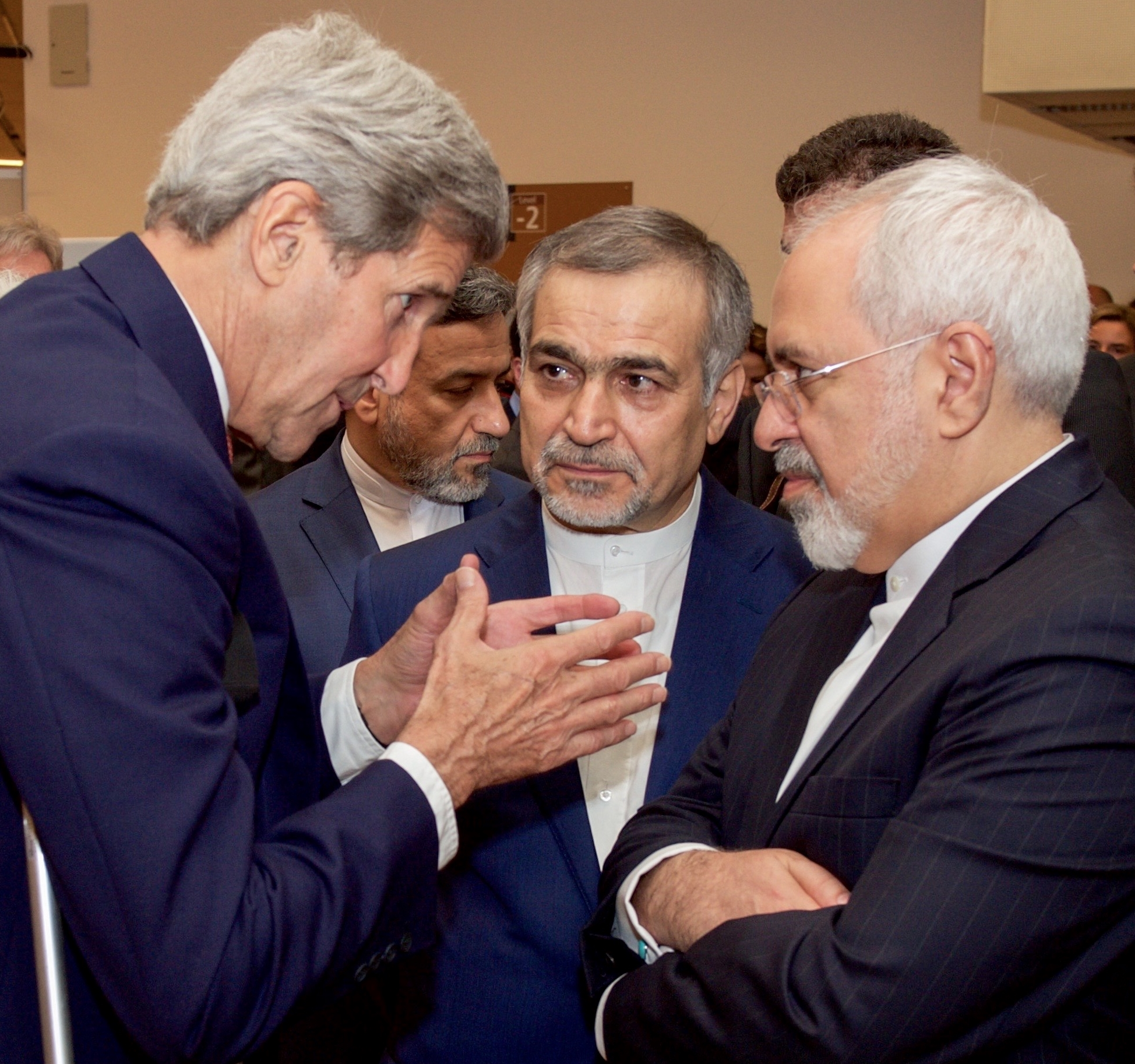
وزیر امور خارجه آمریکا، جان کری در حال صحبت با برادر حسن روحانی، حسین فریدون و وزیر امورخارجه ایران، جواد ظریف پیش از کنفرانس خبری

سرانجام پس از بیست و دو ماه مذاکرهٔ دولت روحانی، محمدجواد ظریف به همراه تیم مذاکره‌کننده ایرانی بعد از ۱۷ روز مذاکره فشرده، سه‌شنبه ۱۴ ژوئیه (۲۳ تیرماه) در وین، پایتخت اتریش، موفق به دستیابی به یک توافق جامع و نهایی با گروه ۱+۵، بر سر آینده برنامه هسته‌ای ایران شدند. فدریکا موگرینی، مسئول سیاست خارجی اتحادیه اروپا و محمدجواد ظریف، وزیر امور خارجه ایران در یک نشست رسمی در مقابل رسانه‌ها در وین با خواندن بیانیه‌ای به زبان انگلیسی و فارسی اعلام کردند که توافق نهایی در برنامه هسته‌ای ایران به‌دست آمده است.

### امضاکنندگان

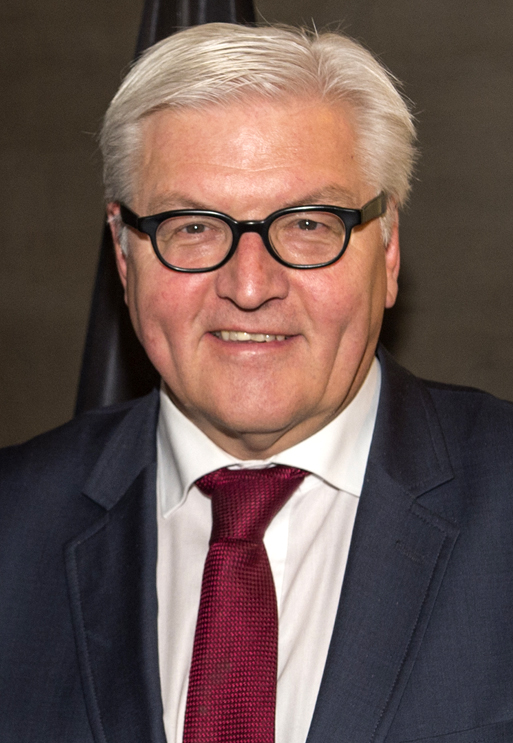
آلمان فرانک والتر اشتاین‌مایر، وزیر امور خارجه آلمان
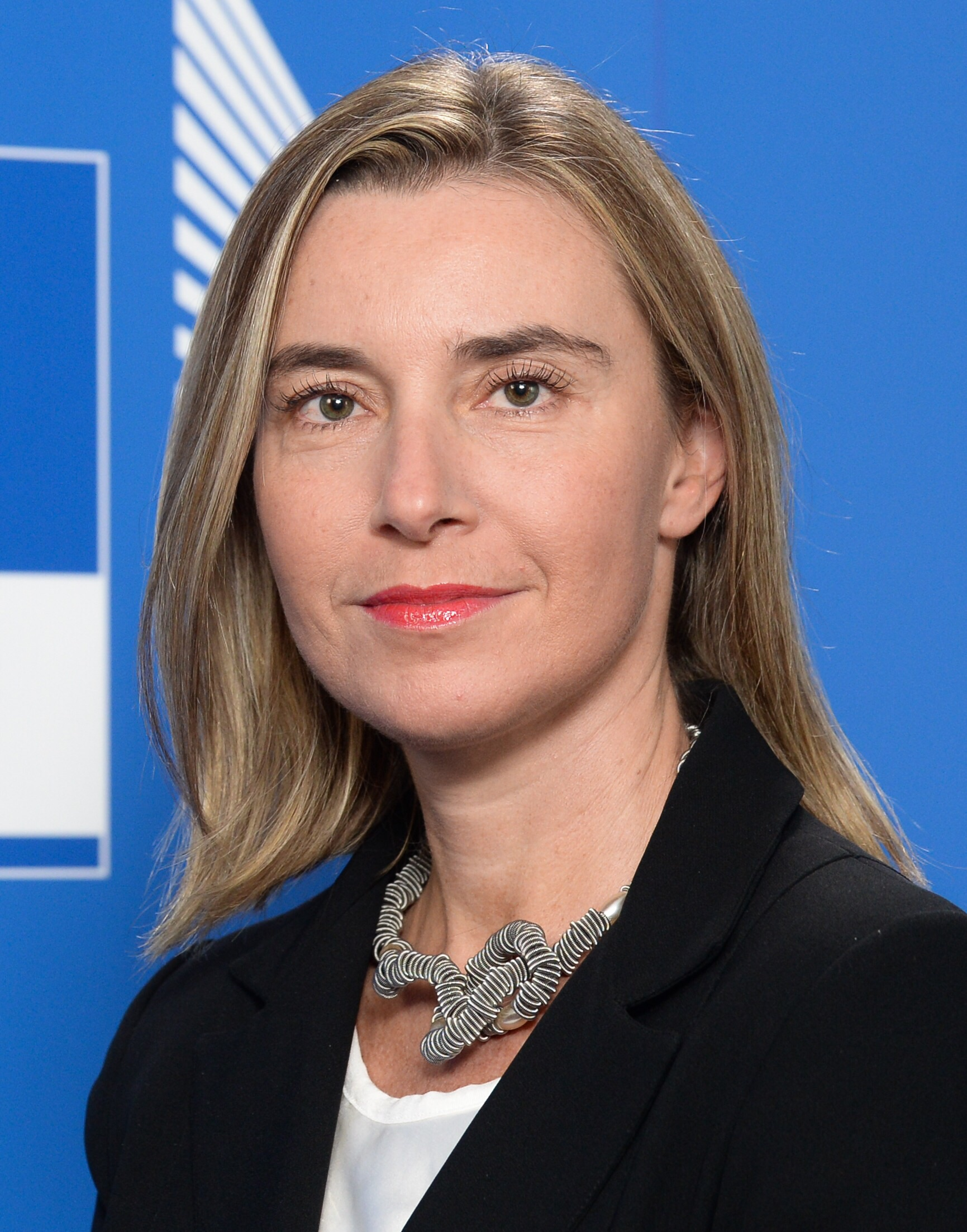
اتحادیه اروپا فدریکا موگرینی، نماینده ارشد امور خارجه و سیاست امنیتی اتحادیه اروپا
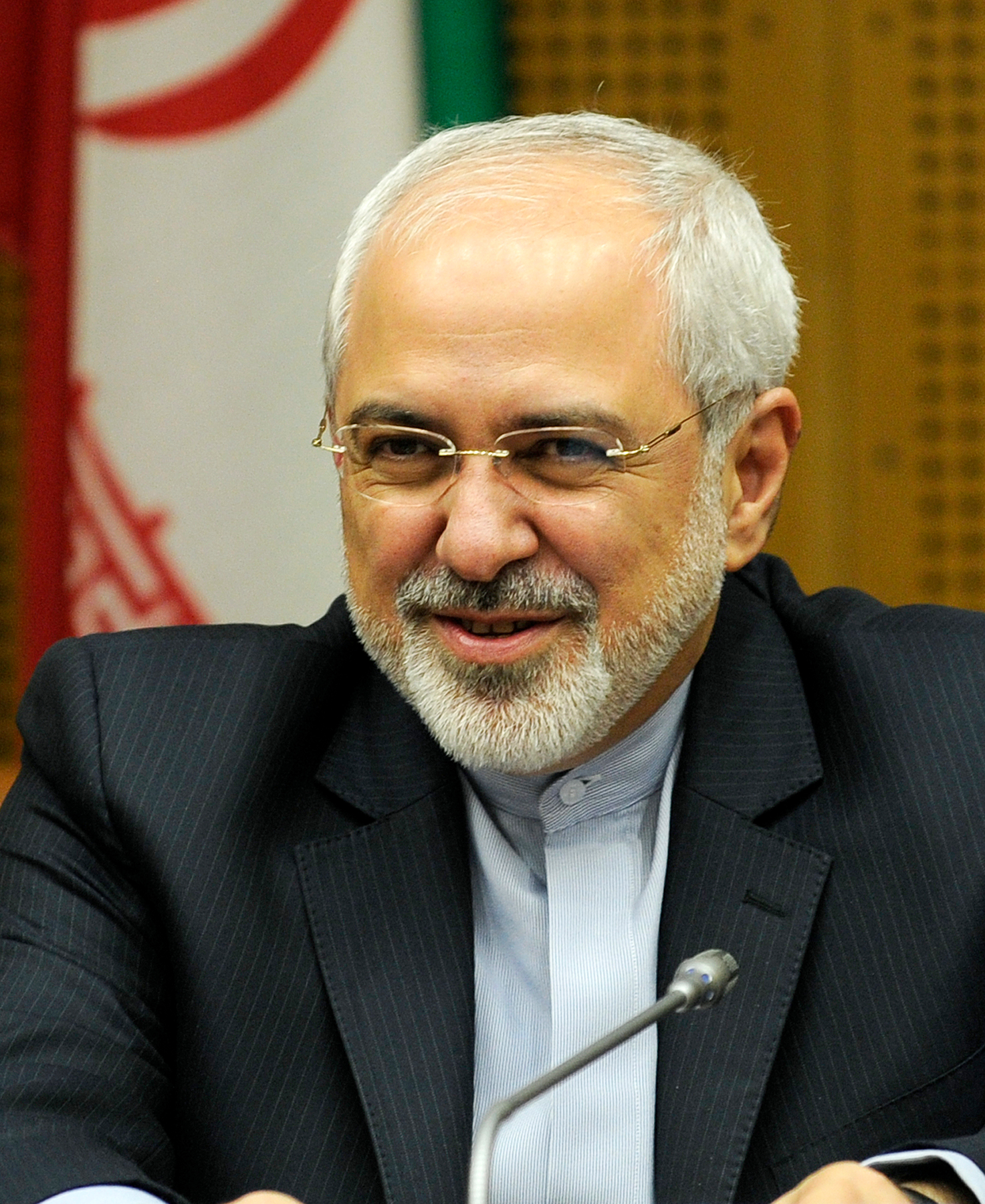
ایران محمدجواد ظریف، وزیر امور خارجه ایران
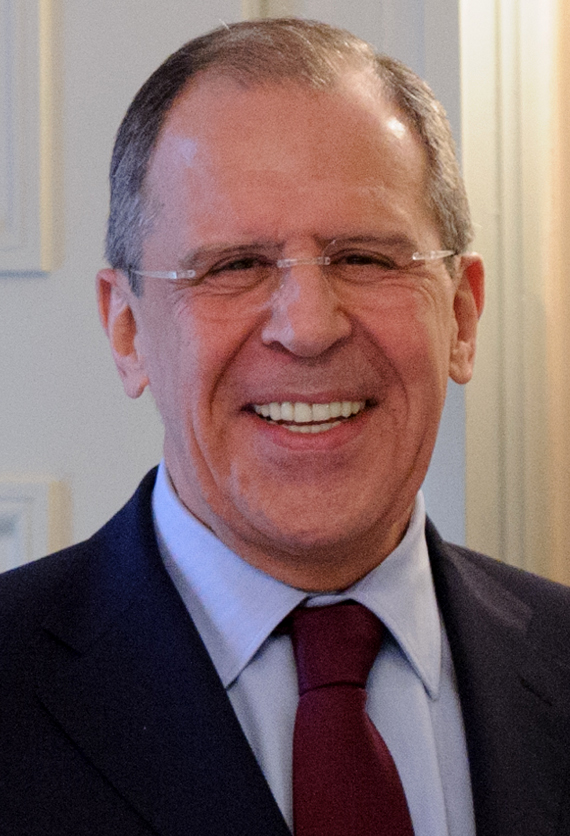
روسیه سرگئی لاوروف، وزیر امور خارجه روسیه
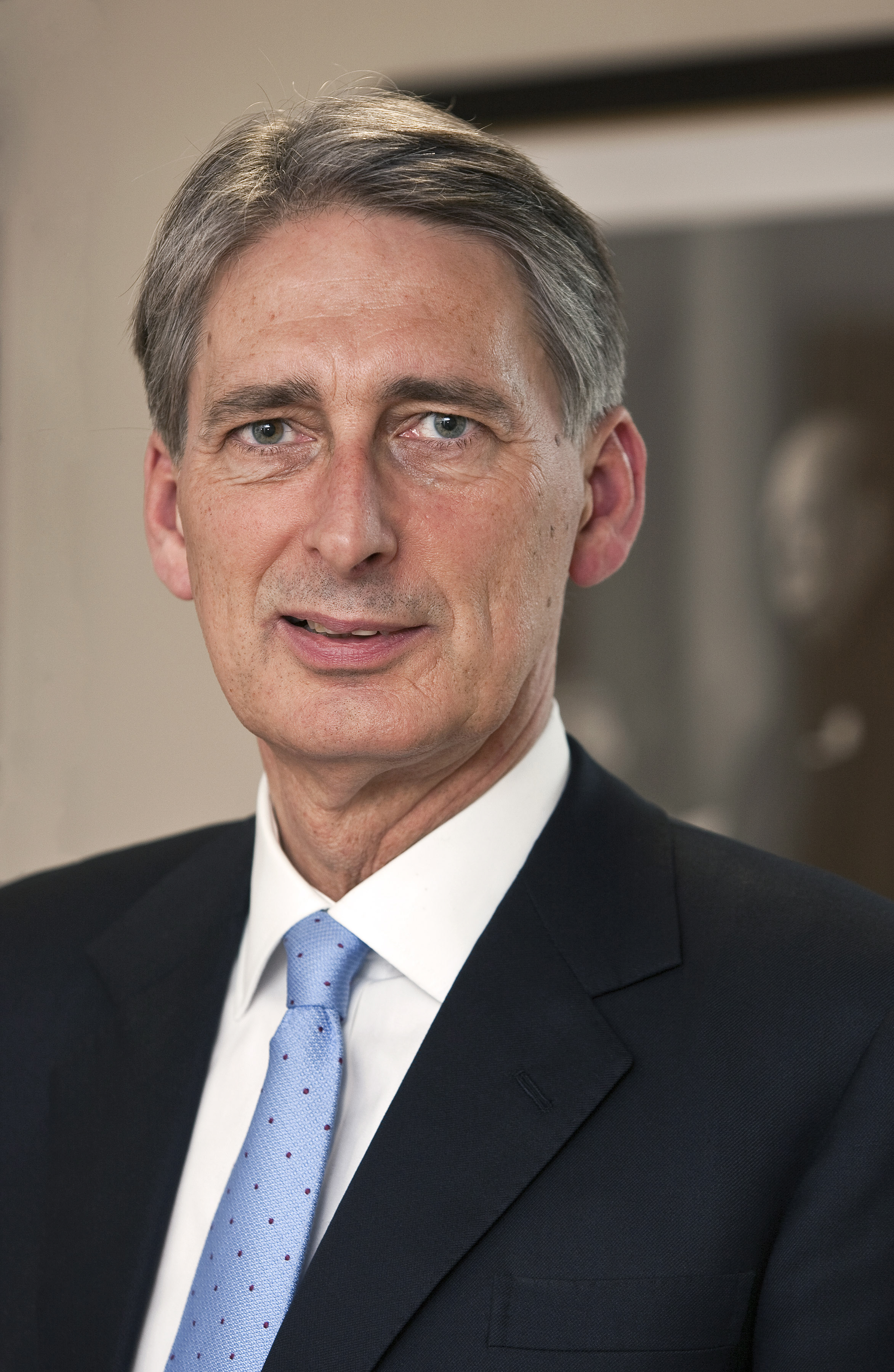
بریتانیا فیلیپ هموند، وزیر امور خارجه بریتانیا
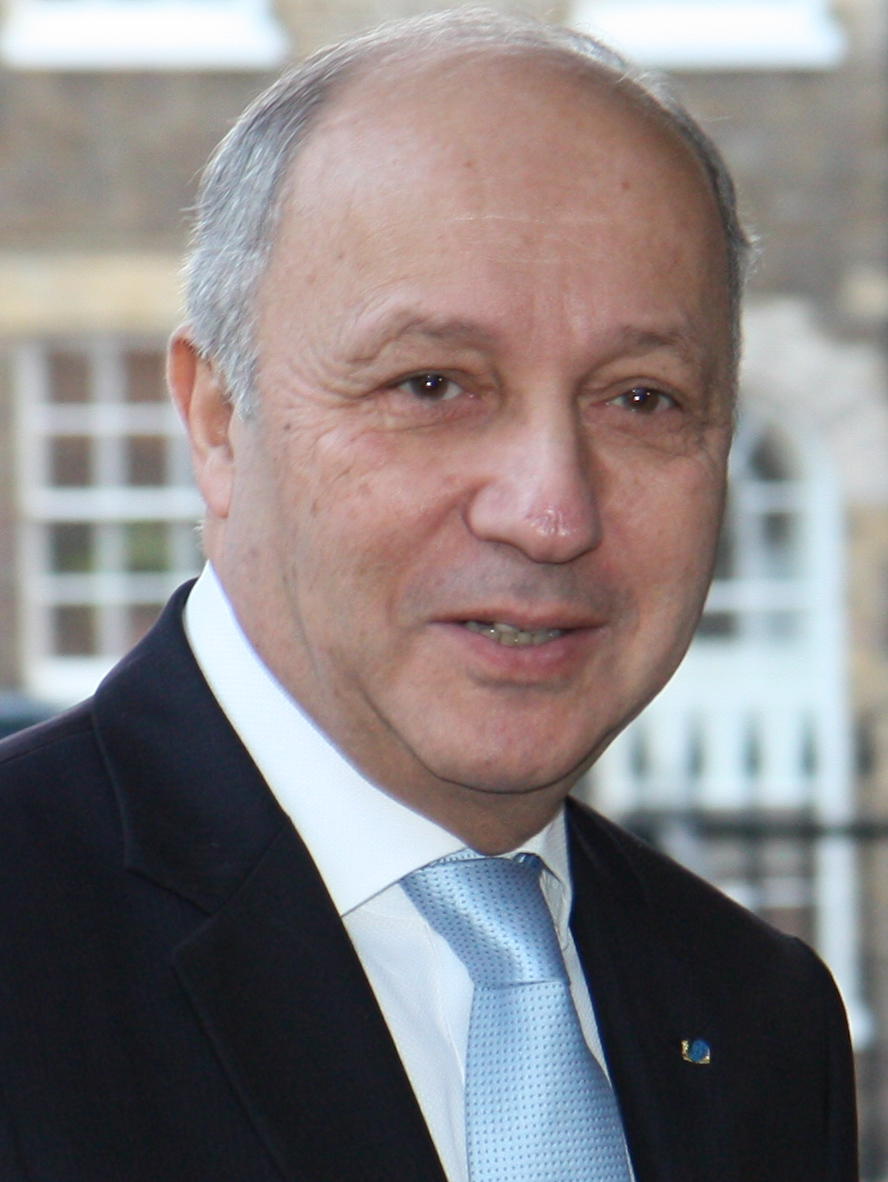
فرانسه لوران فابیوس،وزیر امور خارجه فرانسه
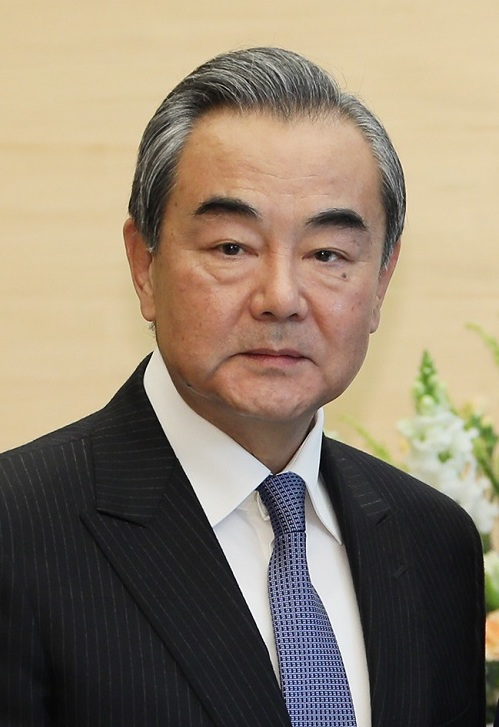
چین
وانگ یی، وزیر امور خارجهٔ جمهوری خلق چین

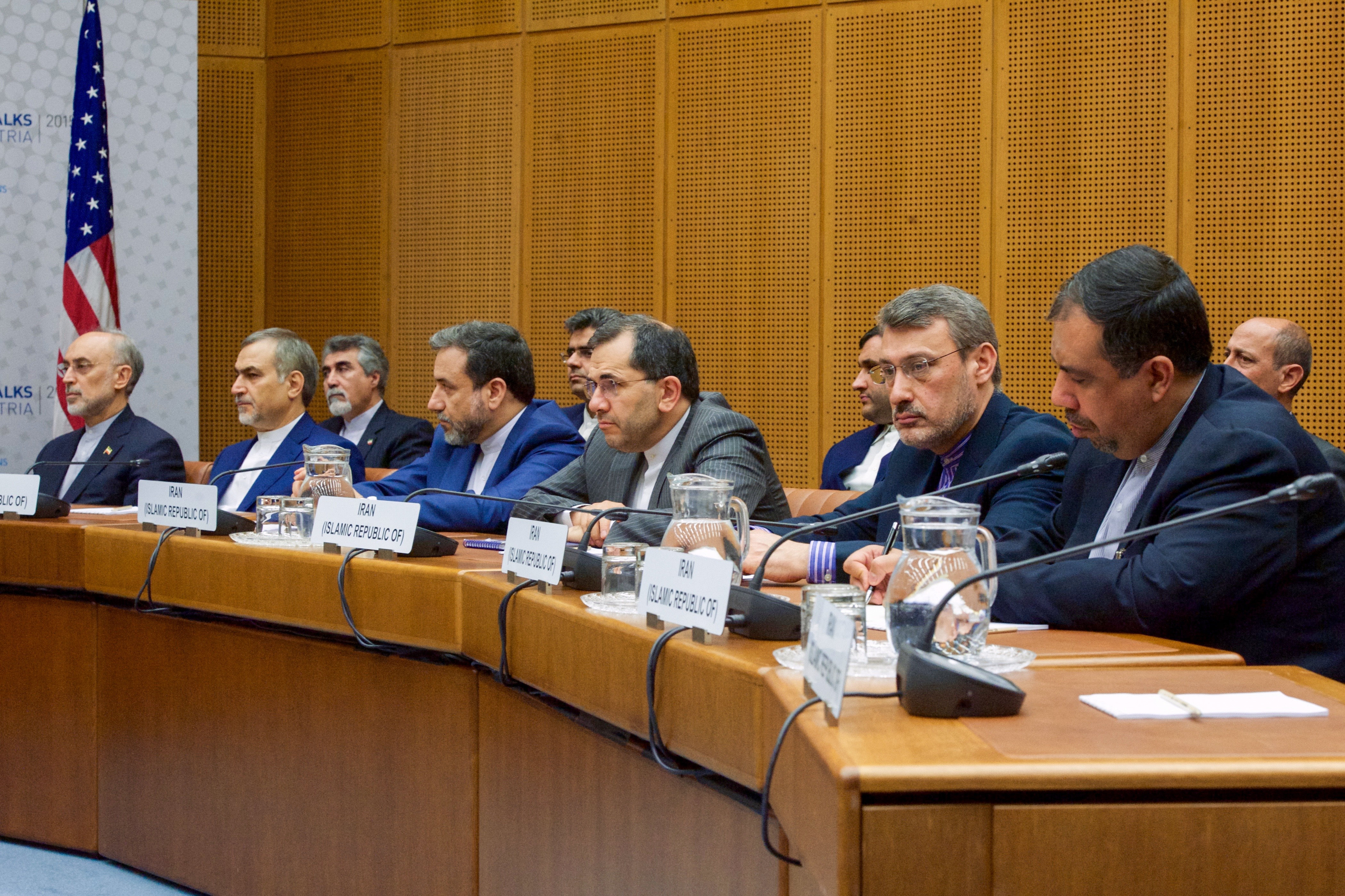
تیم مذاکره ایران

در این نوشتار از واژه گریزانه به جای سانتریفوژ استفاده شده است.

## مفاد

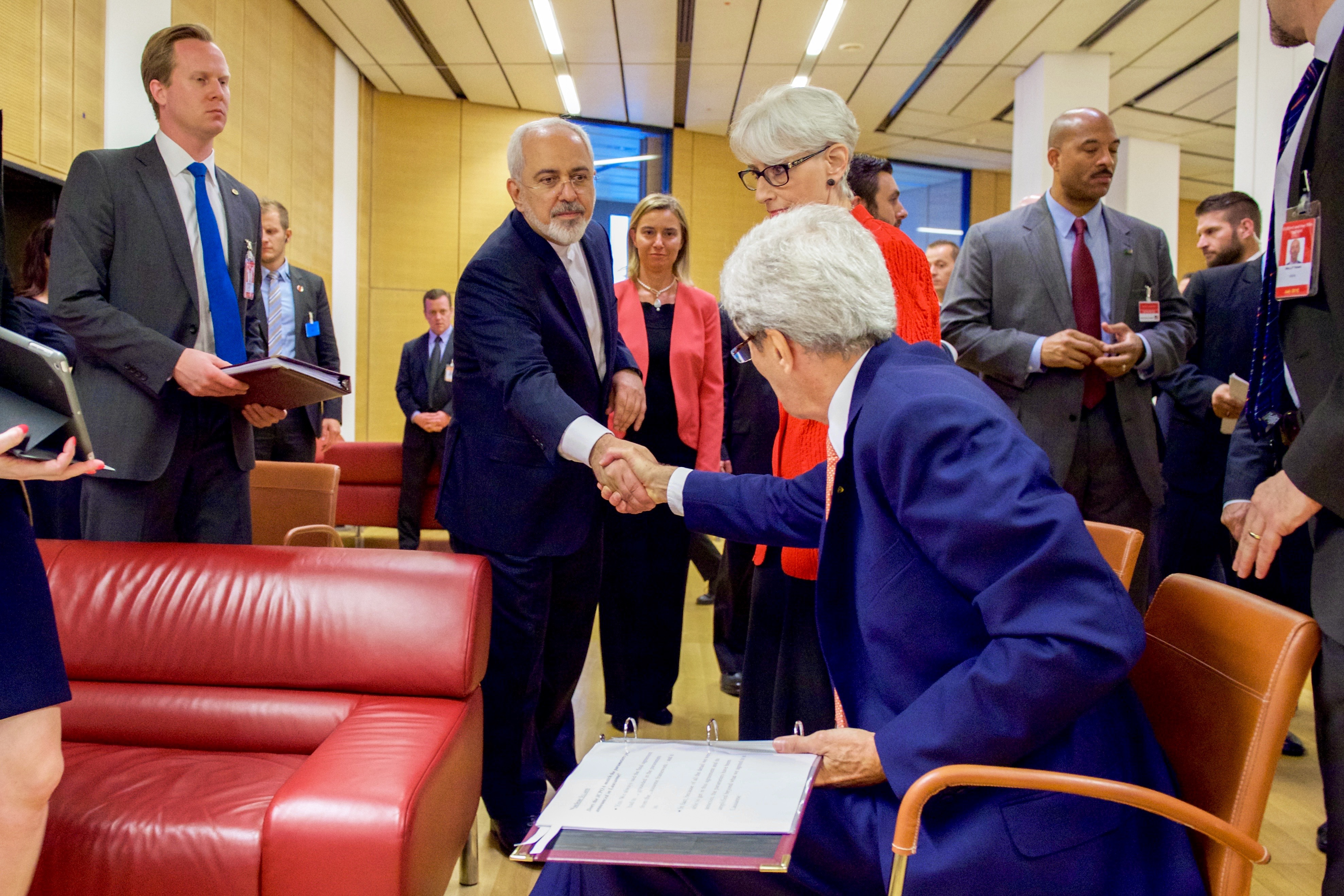
وزرای امور خارجه ایران و ایالات متحده آمریکا در حال دست‌دادن پس از اتمام مذاکرات برجام در تاریخ ۱۴ ژوئیه ۲۰۱۵ در وین. آن‌ها نخستین بار در ۲۶ دسامبر ۲۰۱۳ و در مقر اصلی سازمان ملل متحد با یکدیگر دست دادند.

مفاد برنامه جامع اقدام مشترک (برجام) به ۱۰۹ صفحه و ۵ ضمیمه می‌رسد. برخی از مهم‌ترین بندهای این توافق‌نامه به قرار زیر است:

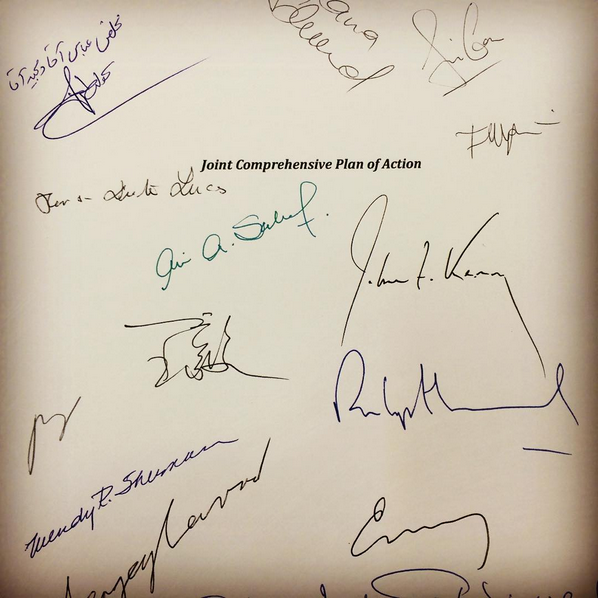
امضای افراد کلیدی در مذاکرات هسته‌ای روی جلد توافق‌نامه برجام به همراه مطلب فارسی نگارش شده توسط محمد جواد ظریف در اظهار ارادت به مجید تخت روانچی و عباس عراقچی

### انرژی هسته‌ای
- ایران به یاری «گروه کار» (اتحادیه اروپا+۳ متشکل از فرانسه، آلمان، انگلستان و شاید برخی کشورهای دیگر) رآکتور تحقیقاتی آب سنگین اراک را بر اساس یک طرح مورد پذیرش این گروه و در جهت حمایت از اهداف صلح‌جویانه و تحقیقاتی در زمینه تولید انرژی هسته‌ای، نوین‌سازی و بهینه‌سازی خواهند کرد. اما این یاری‌رسانی در جهت کاهش تولید پلوتونیم مورد نیاز برای ساخت جنگ‌افزار هسته‌ای صورت خواهد پذیرفت. نیروی گریزانه تازه طراحی شده فراتر از ۲۰ مگاوات افزایش نخواهد یافت. کشورهای عضو گروه کار، ایران را در زمینه ساخت زمان‌بندی شده مجموعه اراک حمایت نموده و اسباب تسهیل انجام آن را فراهم خواهند نمود.[۲۰] تمامی سوخت هسته‌ای مصرف شده از کشور ایران خارج خواهد شد.[۱۴] همچنین تمامی آب سنگین مازاد نیاز گریزانه تازه طراحی شده، برای فروش در بازارهای جهانی آماده خواهد شد. ایران به مدت ۱۵ سال اجازه نخواهد داشت در زمینه بازیافت هسته‌ای به تحقیق و توسعه بپردازد.[۲۱] همچنین در طول این مدت ایران اجازه نخواهد داشت هیچ‌گونه گریزانه آب سنگین تازه‌ای ایجاد نموده یا در زمینه متراکم‌سازی آب سنگین فعالیتی داشته باشد.[۱۴]
- ذخیره فعلی اورانیوم غنی شده با غلظت پایین در اختیار ایران با یک کاهش ۹۸ درصدی از ۱۰٬۰۰۰ کیلوگرم به ۳۰۰ کیلوگرم کاهش می‌باید. این کاهش به مدت ۱۵ سال پابرجا باقی خواهد ماند.[۱۸][۲۲][۲۳][۲۴] همچنین در این مدت ایران مجاز خواهد بود اورانیوم را تنها به میزان ۳٫۶۷٪ غنی‌سازی کند؛ میزانی که صرفاً برای بهره‌برداری صلح‌آمیز از انرژی هسته‌ای و تحقیقات در این زمینه مناسب است و نه ساخت هیچ‌گونه جنگ‌افزار هسته‌ای.[۲۲][۲۳][۲۵] این یک «کاهش بسیار» در زمینه فعالیت‌های هسته‌ای ایران به حساب می‌آید؛ چراکه پیش از به نتیجه رسیدن برجام، ایران موفق شده بود اورانیوم را به میزان ۲۰٪ غنی‌سازی نماید.[۲۲][۲۳][۲۴]
- ایران، کمینه‌ای به میزان دو سوم از شمار گریزانه‌هایش (سانتریفوژ یا گریزانه به ماشینی مخروطی شکل گفته می‌شود که در چرخه تولید انرژی هسته‌ای، امکان غنی‌سازی اورانیوم را فراهم می‌آورد) را از ۱۹٬۰۰۰ عدد (که ۱۰٬۰۰۰ تای آن در حال فعالیت بوده‌اند) به ۶٬۰۱۴ عدد کاهش خواهد داد که از این میزان تنها ۵٬۰۶۰ عدد آن اجازه غنی‌سازی اورانیوم در طی مدت ۱۰ سال پس از اجرای برجام را خواهند داشت.[۱۸][۲۲] تمامی گنجایش غنی‌سازی اورانیوم ایران (یعنی تمامی ۵٬۰۶۰ گریزانه مجاز) تنها در تأسیسات نطنز اجازه کار خواهند داشت. گریزانه‌های مجاز به کار در تأسیسات نطنز از نوع IR-1 خواهند بود. گریزانه‌های IR-1 نخستین نسل قدیمی‌ترین نوع از گریزانه‌های ساخت ایران هستند که سرعت پایین‌تری در مقایسه با دیگر گریزانه‌ها دارند. ایران می‌بایست از به‌کارگیری گریزانه‌های نوع IR-2M پیشرفته خود صرف نظر کند.[۱۴][۲۳][۲۴] حق مالکیت گریزانه‌های پیشرفته نوع IR-2M برای ایران محفوظ خواهد بود اما این گریزانه‌ها به انباری در ایران تحت نظارت آژانس بین‌المللی انرژی هسته‌ای فرستاده شده و در آنجا نگه‌داری خواهند شد.[۲۶][۲۷]
- ایران، فعالیت‌های مرکز هسته‌ای فردو در زمینه غنی‌سازی اورانیوم و همچنین تحقیق و توسعه در این خصوص را به مدت ۱۵ سال متوقف خواهد نمود و آن را به یک مرکز تحقیقاتی فیزیک، انرژی هسته‌ای و فناوری‌های مرتبط تغییر کاربری خواهد داد. مرکز تحقیقاتی فردو اجازه خواهد داشت شمار ۱٬۰۴۴ گریزانه از نوع IR-1 را در ۶ آبشار واقع در یکی از جناح‌های این مرکز نگه‌داری نماید. «۲ آبشار از شمار ۶ آبشار اشاره شده، با تغییر کاربری و سازه، بدون اورانیوم خواهند چرخید» تا ایزوتوپ پرتوزای مورد نیاز برای امور پزشکی، کشاورزی، صنعتی و پژوهش‌های علمی را فراهم نمایند. «۴ آب‌شیب دیگر و سازه‌های مرتبط با آن‌ها بلااستفاده باقی خواهند ماند.» ایران اجازه نخواهد داشت هیچ‌گونه ماده شکافت‌پذیری را در فردو نگهداری نماید.[۱۴][۲۲][۲۴]
- ایران به مدت ۱۵ سال اجازه ساخت هیچ گونه تأسیسات غنی‌سازی اورانیوم را نخواهد داشت.[۲۲] همچنین ایران به مدت ۱۵ سال اجازه نخواهد داشت هیچ گونه تأسیسات و گریزانههای آب سنگین تازه‌ای ایجاد کرده یا درصدد ذخیره‌سازی آب سنگین باشد.[۱۴]
- ایران می‌بایست تغییراتی را در تأسیسات غنی‌سازی اورانیوم خود به انجام برساند. به منظور کاهش تهدید و عمل به پیمان منع گسترش سلاح‌های هسته‌ای ایران می‌بایست تعداد گریزانه‌های موجود در تأسیسات آب سنگین اراک را کاسته و آن مجموعه را به گونه‌ای بازسازی کند تا مورد پذیرش جامعه جهانی واقع شده و ایران نتواند پلوتونیم مورد نیاز برای ساخت جنگ‌افزار تولید نماید.[۱۴][۲۲][۲۳] مادام که گریزانه اراک در حال کار باشد، تمامی سوخت هسته‌ای مصرف شده از کشور خارج خواهد شد.[۱۴]
- ایران اجازه دارد به مدت ۸ سال به تحقیق و توسعه در زمینه غنی‌سازی اورانیوم ادامه بدهد اما این امر تنها در تأسیسات نطنز می‌بایست صورت گیرد.[۱۴] این بدین سبب است که «زمان ایران برای تولید مواد مورد نیاز برای ساخت تنها یک سلاح هسته‌ای» به ۱ سال برسد.[۲۲]
- ایران پروتکل الحاقی آژانس بین‌المللی انرژی اتمی به توافق‌نامه را تا زمانی که پایبندی‌اش به این پیمان‌نامه را لغو نکرده باشد، اجرا خواهد نمود. این بدین معنی است که نظارت‌های آژانس حتی پس از اتمام زمان اجرایی برجام ادامه خواهند یافت.[۲۸]
- یک برنامه بازرسی جامع اعمال خواهد شد و ایران می‌بایست به بازرسان آژانس بین‌المللی انرژی هسته‌ای اجازه بازرسی از تمامی تأسیسات هسته‌ای اعلام شده، از جمله تأسیسات نظامی واقع در پارچین را بدهد تا مشخص و تأیید شود که ایران به تعهدات خود در توافق‌نامه پایبند است و در پی ساخت هیچ‌گونه مواد شکافت پذیر به صورت پنهانی نیست.[۲۲][۲۳]
  - آژانس بین‌المللی انرژی هسته‌ای یک نظارت چند لایه را[۲۹] «بر زنجیره مواد هسته‌ای ذخیره شده توسط ایران، کارخانه‌های تولید اورانیوم و تهیه و تدارک هر گونه فناوری هسته‌ای توسط ایران اعمال خواهد نمود.»[۳۰] آژانس بین‌المللی انرژی هسته‌ای برای تأسیسات هسته‌ای اعلام شده توسط ایران همچون فردو و نطنز نوعی نظارت «عندالمطالبه» اعمال نموده و محق خواهد بود به صورت مداوم چنین نظارتی را به انجام برساند. این نظارت ممکن است حتی با کمک فناوری‌های پایشی صورت گیرد.[۳۰][۳۱] از جمله این فناوری‌ها می‌توان به مهر و موم فیبر نوری بر روی تجهیزاتی که اطلاعات را به صورت الکترونیکی برای آژانس انرژی هسته‌ای می‌فرستند، تصویربرداری ماهواره‌ای فروسرخ به منظور شناسایی تأسیسات هسته‌ای مخفی، «حس‌گرهای محیطی با قابلیت شناسایی کوچک‌ترین علامات از ذره‌های هسته‌ای» و دوربین‌های ثبت‌کننده پرتوافشانی هسته‌ای، اشاره کرد.[۳۲][۳۳] دیگر ابزاری که آژانس انرژی هسته‌ای به منظور نظارت بر برنامه هسته‌ای ایران استفاده می‌کند عبارت است از نوعی نرم‌افزار رایانه‌ای به منظور گردآوری اطلاعات و تشخیص فعالیت‌های نامتعارف که به گردآوری داده‌های عظیم از کالاهای وارداتی ایران می‌پردازد تا آژانس بتواند بر اقلامی با بیش از یک مصرف وارداتی توسط ایران نظارت داشته باشد.[۲۹]
  - شمار بازرسانی که از سوی آژانس بین‌المللی انرژی هسته‌ای به منظور بازرسی از تأسیسات هسته‌ای ایران در نظر گرفته شده بودند، سه برابر شده و از ۵۰ تن به ۱۵۰ تن افزایش می‌یابد.[۳۳]
  - چنانچه بازرسان آژانس در مورد اینکه ایران در یکی از تأسیسات اعلام نشده خود در حال توسعه انرژی هسته‌ای شک داشته باشند، اجازه دارند درخواست دسترسی به این تأسیسات را بدهند «تا مطمئن شوند هیچ‌گونه مواد هسته‌ای اعلام نشده‌ای وجود نداشته باشد و ایران هیچ‌گونه فعالیت هسته‌ای مغایر با توافق‌نامه به انجام نرساند.»[۳۱] ایران می‌تواند درخواست بازرسان آژانس را برای ورود به چنین تأسیساتی قبول کرده یا راه حل دیگری به آژانس ارائه نماید تا نگرانی‌های آژانس را برطرف نماید.[۳۱] اگر ایران چنین اجازه‌ای ندهد، یک روند ۲۴ روزه آغاز می‌گردد.[۳۱] در طی این روند، ایران و آژانس بین‌المللی انرژی هسته‌ای ۱۴ روز فرصت دارند اختلاف‌هایشان را حل کنند.[۳۱] چنانچه موفق نشدند، کمیسیون برجام (هر ۸ کشور عضو) یک هفته فرصت خواهند داشت عامل اصلی درخواست آژانس برای بازرسی را بررسی نمایند. پس از آن بیشترین اعضای کمیسیون (کمینه ۵ از ۸ عضو) به اطلاع ایران خواهند رساند چه فعالیت‌هایی می‌بایست در ۳ روز باقی‌مانده به انجام برساند.[۳۴][۳۵] قانون رأی بیشترین «بدین معناست که آمریکا و متحدان اروپایی‌اش—انگلیس، فرانسه، آلمان و اتحادیه اروپا—مجازند بر درخواستشان پافشاری نمایند و ایران، روسیه و چین حق وتو نخواهند داشت.»[۳۴] اگر ایران تن به اجرای تصمیم‌های گرفته شده در این ۳ روز ندهد، تحریم‌ها به صورت خودکار دوباره اعمال خواهند شد.[۳۵]

طبق مفاد ذکر شده در بالا "زمان ایران برای فرار"—وقت مورد نیاز ایران برای تولید مواد مورد نیاز برای ساخت تنها یک سلاح هسته‌ای اگر این کشور توافق‌نامه را لغو کند—از ۲ تا ۳ ماه به ۱ سال افزایش خواهد یافت و این روند به مدت ۱۰ سال ادامه خواهد داشت.
| گنجایش                                  | پیش از برجام | پس از برجام |
| --------------------------------------- | ------------ | ----------- |
| گریزانه‌های نصب‌شده از نوع نسل نخست       | ۱۹٬۱۳۸       | ۶٬۱۰۴       |
| گریزانه‌های نصب شده از نوع پیشرفته       | ۱٬۰۳۴        | ۰           |
| زمان مورد نیاز ایران برای فرار از توافق | ۱–۲ ماه      | ۱ سال       |
| بهره‌گیری از گریزانه R&P                 | غیر اجباری   | اجباری      |
| ذخایر اورانیوم غنی‌شده با غلظت پایین     | ۱۹٬۲۱۱ پوند  | ۶۴۰ پوند    |
| ذخایر اورانیوم غنی‌شده با غلظت میانه     | ۴۳۰ پوند     | ۰ پوند      |

### تحریم‌ها
از جمله‌بندهایی که در برجام در رابطه با برداشتن تحریم‌های ایران آورده شده، به موارد زیر اشاره می‌شود:
- شورای امنیت سازمان ملل متحد طی جلسه‌ای برجام را تأیید خواهد نمود و تمام مفاد قطعنامه‌های قبلی خود در خصوص موضوع هسته‌ای ایران شامل ۱۶۹۶ (۲۰۰۶)، ۱۷۳۷ (۲۰۰۶)، ۱۷۴۷ (۲۰۰۷)، ۱۸۰۳ (۲۰۰۸)، ۱۸۳۵ (۲۰۰۸)، ۱۹۲۹ (۲۰۱۰) و ۲۲۲۴ (۲۰۱۵) را هم‌زمان با اجرای اقداماتِ توافق شدهٔ مرتبط با هسته‌ای توسط ایران که توسط آژانس راستی‌آزمایی می‌شوند لغو خواهد کرد.
- طبق پیوست دوم این توافق، تحریم‌های اتحادیه اروپایی و ایالات متحده در روز اجرایی شدن برجام لغو می‌شوند. این تحریم‌ها در حوزه‌های مالی، بانکی، بیمه، نفت، گاز، پتروشیمی، کشتی‌رانی، کشتی‌سازی، ترابری، طلا و فلزات گرانبها، اسکناس، سکه، موارد مجاز هسته‌ای، فلزات، نرم‌افزار و تسلیحات می‌باشند. همچنین نام برخی از شرکت‌ها و اشخاص حقیقی ایرانی مرتبط با برنامه هسته‌ای ایران طبق این پیوست از تحریم درآمد.
- سازمان ملل متحد و اتحادیه اروپا هیچ‌گونه تحریم یا اقدامات سختگیرانه دیگری در زمینه انرژی هسته‌ای علیه ایران وضع نخواهند نمود.[۳۷]
- ایالات متحده آمریکا و اتحادیه اروپا تحریم‌های مربوط به انرژی هسته‌ای ایران (به گونه‌ای که در ضمیمه ۲ توافق‌نامه آمده) را پس از آنکه آژانس بین‌المللی انرژی هسته‌ای تأیید کرد که ایران گام‌های مؤثری برداشته، لغو خواهند نمود.[۳۸]
  - تحریم‌های مربوط به فناوری موشک‌های بالستیک به مدت ۸ سال پابرجا خواهند ماند. همچنین برخی تحریم‌های مشابه علیه فروش جنگ‌افزارهای متعارف به ایران به مدت ۵ سال باقی خواهند ماند.[۱۸][۳۹]
  - بر اساس توافق‌نامه و به مدت ۸ سال پس از اجرایی شدن آن، برخی تحریم‌های اتحادیه اروپا علیه برخی شرکت‌ها و افراد ایرانی (همچون قاسم سلیمانی) برداشته خواهند شد.[۴۰]
  - با این وجود تمامی تحریم‌های ایالات متحده آمریکا علیه ایران که مربوط به نقض حقوق بشر، فناوری‌های ساخت موشک و حمایت از وحشت‌افکنی می‌شوند، برداشته نخواهد شد.[۲۴][۴۱] تحریم‌های وضع شده توسط ایالات متحده آمریکا سختگیرانه‌تر به نظر می‌آیند چراکه تأثیرات فرامنطقه‌ای دارند؛ یعنی در سراسر جهان اجرایی هستند. در مقابل، تحریم‌های وضع شده از سوی اتحادیه اروپا تنها در این قاره اجرایی هستند.[۴۰]
- چنانچه ایران به توافق خود عمل ننماید، یک «راهکار مقابله سریع» به صورت خودکار مقرر خواهد شد که توسط آن، تحریم‌ها دوباره و به سرعت اعمال خواهند شد.[۲۲][۲۳]
  - از جمله راهکارهایی که در برجام برای حل اختلاف در نظر گرفته شده است، می‌توان به این روند اشاره نمود: چنانچه یکی از اعضای تعهد برجام اعتقاد داشته باشد که عضو دیگر متعهد این توافق‌نامه به وظایف خود عمل نمی‌کند، در آن صورت عضو شاکی می‌تواند شکایت خود را به کمیسیون برجام ارائه نماید. کمیسیون برجام عبارت است از گروهی که به منظور نظارت بر درست اجرا شدن آن ایجاد شده است.[۲۴][۴۲] اگر عضو شاکی، کشوری غیر از ایران باشد و به شکایتش تا ۳۵ روز پس از ارائه، رسیدگی نشده و رضایتش جلب نگردد، در آن صورت آن کشور مجاز است از این مسئله حل نشده به عنوان بهانه‌ای برای امتناع از ادامه تعهد به توافق‌نامه با دیگر اعضای برجام بهره ببرد. البته عضو شاکی می‌بایست با در جریان قرار دادن شورای امنیت سازمان ملل متحد، اعلام دارد که معتقد است که مشکلی که به سبب آن شکایت به وجود آمده، سبب ناکارآمدی توافق‌نامه شده است.[۴۲] سپس شورای امنیت ۳۰ روز فرصت خواهد داشت راه حلی بیابد تا روند برداشت تحریم‌ها ادامه یابد. در غیر این صورت، تمامی تحریم‌های مربوط به انرژی هسته‌ای شورای امنیت سازمان ملل متحد که پیش از انعقاد برجام تصویب شده بودند به صورت خودکار دوباره برقرار خواهند شد.[۴۲][۴۳] تأثیر چنین قانونی آن خواهد بود که اعضای دایم شورای امنیت سازمان ملل متحد (ایالات متحده آمریکا، انگلیس، چین، روسیه و فرانسه) مجاز خواهند بود هرگونه لغو تحریم که در آن زمان در جریان باشد را وتو کنند، اما هیچ عضوی اجازه نخواهد داشت برقراری خودکار تحریم‌ها را وتو کرده و مانع آن شود. نتیجه آن می‌شود که راه فرار ایران از برقراری دوباره و خودکار تحریم‌ها در حالی که به تعهدات خود نسبت به برجام عمل نمی‌کند، به‌طور کلی بسته شود.[۴۲]
  - دوباره اعمال شدن تحریم‌ها به صورت خودکار «نسبت به قراردادهای منعقده فی‌مابین یکی از اعضا با ایران ویا شرکت‌ها و اشخاص ایرانی، پیش از تاریخ اجرایی شدن برجام، عطف به ما سبق نمی‌گردد؛ بدین شرط که اجرای چنین قراردادها یا به انجام رساندن چنین فعالیت‌هایی، با برجام و همچنین قطعنامه‌های پیشین و فعلی تصویب شده توسط شورای امنیت سازمان ملل متحد مطابقت داشته باشد.»[۲۶]
  - مکانیسم حل اختلاف: همان «سازوکار حل اختلافات» در بندهای ۳۶ و ۳۷ در توافق هسته‌ای برجام است که در آن‌ها مسائل مربوط به حل و فصل اختلاف میان طرف‌های برجام، در صورت بروز مناقشه مفصلاً شرح داده شده‌اند. این دو بند از آنجا که رجوع به آن‌ها می‌تواند به بازگشت خودکار تحریم‌های بین‌المللی علیه ایران منجر شود به «مکانیسم ماشه» معروف شده‌اند. طبق این دو بند، در صورتی که کشورهای اروپایی ایران را به عدم پایبندی به توافق هسته‌ای متهم کنند و تصمیم بگیرند مسئله را به کمیسیون مشترک برجام ارجاع دهند، ایران به عنوان طرف متشاکی ۳۰ روز فرصت خواهد داشت رضایت طرف شاکی (کشورهای اروپایی) را جلب کند. در صورتی که رضایت طرف شاکی جلب نشود، پرونده پس از چند روز به شورای امنیت سازمان ملل متحد ارجاع خواهد شد. شورای امنیت ظرف یک ماه بعد از دریافت این شکایت بایستی دربارهٔ بازگشت تحریم‌های ایران رأی‌گیری کند، اما کشورهای غربی در مذاکرات برجام ساختار این رأی‌گیری را به گونه‌ای تغییر داده‌اند که امکان وتوی نظر کشورهای غربی دربارهٔ برگرداندن تحریم‌ها علیه ایران به کل از روسیه و چین سلب شده است. در شورای امنیت به جای رأی‌گیری دربارهٔ «رفع تحریم‌های ایران» بر سر «ادامه رفع تحریم‌های ایران» رأی‌گیری می‌شود؛ این تغییر در عبارت‌پردازی ابتکار عمل استفاده از حق وتو را عملاً در اختیار طرف غربی قرار می‌دهد، به این صورت که این طرف‌ها می‌توانند از حق وتوی خود استفاده کرده و از تصویب «ادامه لغو تحریم‌ها» جلوگیری کنند. در این حالت، قطعنامه‌های تحریمی پیشین سازمان ملل متحد علیه ایران احیا خواهند شد.[۴۴]

## واکنش‌ها به امضا

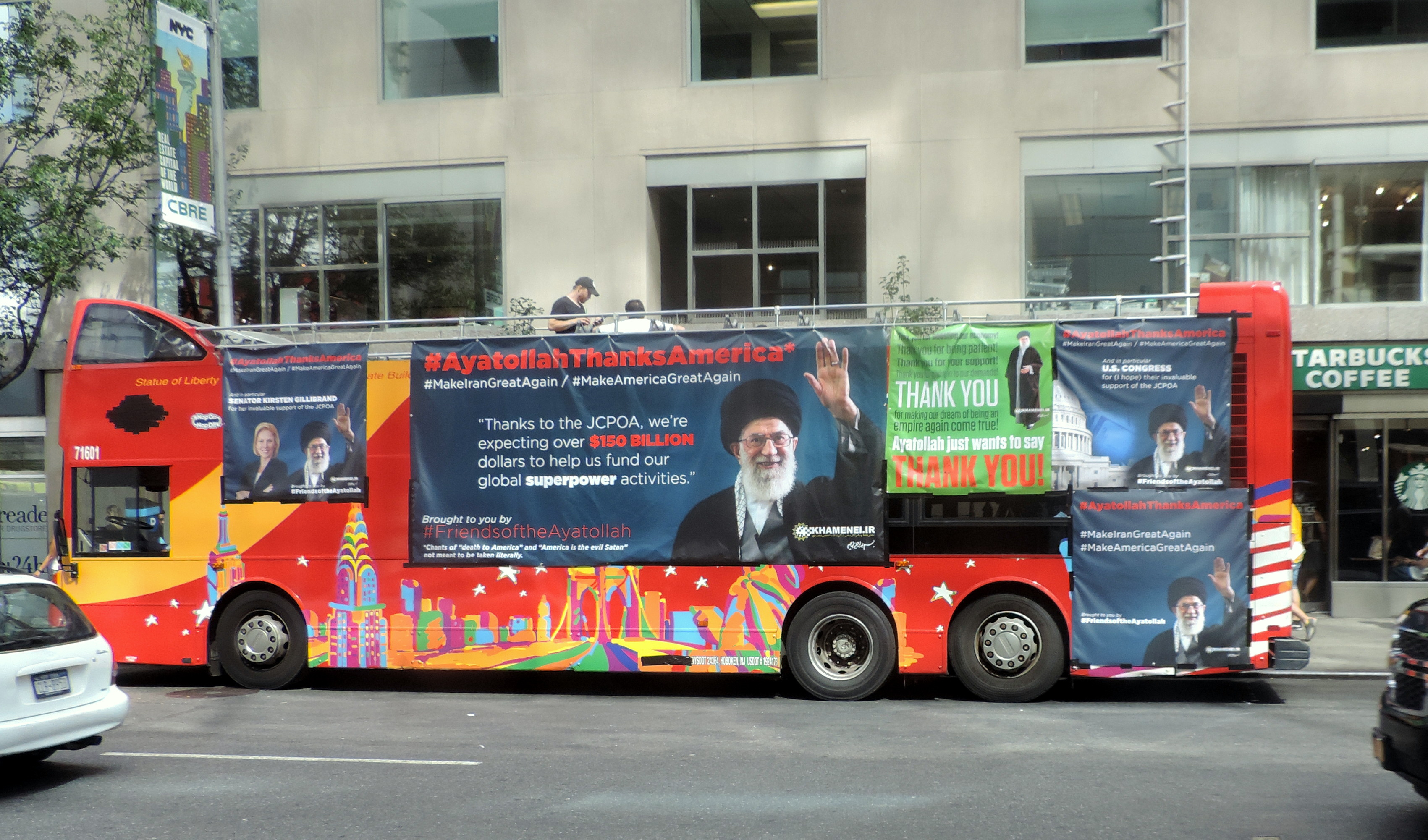
اتوبوسی در ایالات متحده با پیامی دربارهٔ برجام. در این تصویر علی خامنه‌ای را می‌بینیم که می‌گوید: «ما منتظریم که پس از عملی شدن برجام ۱۵۰ میلیارد دلار به دست بیاوریم تا با آن به کارهای ابرقدرت‌مآبانه‌مان بپردازیم.»

بسیاری از مردم با حضور خیابانی در شهرهای تهران، کرج، بروجرد، بوشهر، سنندج، مشهد، شهرکرد، زنجان، کرمان، اردبیل، سمنان، کرمانشاه، شیراز، یاسوج، بندرعباس، گناوه، بیرجند، یزد، اصفهان، زاهدان، اراک، قزوین، همدان، بجنورد و قم از توافق هسته‌ای ابراز شادمانی کردند و در تهران شعارهایی مانند «سفیر صلح ایران، تشکر تشکر - روحانی زنده باد، هاشمی پاینده باد - روحانی متشکریم - نیروی انتظامی تشکر، تشکر» و «توافق بعدی ما، حقوق شهروندی ما» در بین مردم داده شد.
- سازمان ملل متحد: بان کی‌مون، دبیرکل سازمان ملل متحد با ابراز خرسندی از توافق امروز گفت: «سازمان ملل متحد آماده است تا به‌طور کامل در روند اجرای این توافق تاریخی و مهم همکاری داشته باشد.»
- اتحادیه اروپا: فدریکا موگرینی، مسئول سیاست خارجی اتحادیه اروپا، که نقشی کلیدی در مذاکرات داشت گفت: «تصمیم‌های تاریخی هرگز آسان نیستند. اما به رغم تمام فراز و نشیب‌ها و تأخیرها، امید باعث شد که بر دشواری‌ها فائق شویم.»
- ایران
  - حسن روحانی، رئیس‌جمهور وقت ایران با اشاره به نتایج مذاکرات هسته‌ای، از «حمایت‌ها و هدایت‌های» رهبر ایران نسبت به دولت و تیم مذاکرات هسته‌ای تشکر و ابراز امیدواری کرد این مسئله «حرکتی جدید در مسیر پیشرفت کشور را به وجود بیاورد.» حسن روحانی در نطقی تلویزیونی پس از اعلام توافق از آغاز یک «صفحه جدید» سخن گفت: «مبنای این صفحه جدید این است که حل معضلات در جهان راه‌های ساده‌تری هم دارد.» او گفت: «اجرای این توافق آغاز یک امتحان است. اگر این توافق به درستی اجرا شود، می‌توان خشت‌های دیوار بی‌اعتمادی را یک به یک برداشت.» روحانی همچنین بار دیگر به فشار تحریم‌ها اذعان کرد: «تحریم کنندگان شرایط سختی را در جامعه به وجود آوردند، هرچند تحریم هرگز موفق نبود.»
  - وزیر امور خارجه محمد جواد ظریف این را یک «رویداد تاریخی» عنوان کرد و گفت: «امروز پایان امید بر سر این مسئله باشد، اما اکنون ما فصل جدیدی از امید را آغاز کرده‌ایم. اجازه دهید آن را بسازیم.»[۴۷]
  - سیدعلی خامنه‌ای، رهبر جمهوری اسلامی، در دیدار با اعضای هیئت دولت از «زحمات و مجاهدات صادقانه و مجدانه تیم مذاکره‌کننده هسته‌ای» قدردانی کرد. وی در خطبه‌های عید فطر بر اصول اساسی نظام اسلامی و موضع پیشین در برابر ایالات متحده و حمایت ایران از سوریه و حزب‌الله تأکید کرد.[۴۸] وی همچنین نسبت به خلف وعده آمریکا هشدار داد و اجرای برجام را مشروط به اجرای شروط ۹ گانه کرد.[۴۹]
  - علی لاریجانی، رئیس مجلس شورای اسلامی گفت: «امروز مذاکرات هسته‌ای توفیقی برای ملت ایران داشته و بعد از سال‌ها به نتیجه رسیده است و در این زمینه باید از وزیر خارجه و تیم دولت تشکر کنیم چرا که وقت کافی گذاشته و مسائل را مورد بررسی قرار دادند.»
  - اکبر هاشمی رفسنجانی، رئیس مجمع تشخیص مصلحت نظام ایران در واکنش به توافق هسته‌ای گفت: «این پیروزی مرا به یاد فتح خرمشهر و همچنین پیروزی پذیرش قطعنامه انداخت که دنیا در آن مقطع علی‌رغم همه دشمنی‌ها و حمایت‌های که از صدام می‌کردند، در بین‌المللی‌ترین سازمان جهان بر حق ایران صحه گذاشتند و تأکید کردند.»
  - محمدعلی جعفری، فرمانده سپاه پاسداران، برجام را فتنه‌ای هم‌ردیف جنگ ایران و عراق، پیروزی محمد خاتمی در سال ۷۶ و خیزش اعتراضی سال ۸۸ دانست.[۵۰]
  - علیرضا زاکانی، رئیس کمیسیون ویژه بررسی برجام در مجلس شورای اسلامی: توافقنامه ژنو نه عسل مصفا و فتح‌الفتوح است، نه جام زهر و ترکمنچای هسته‌ای بلکه ورود به میدان مینی است که هنرمندیِ عبور پرافتخار از آن را می‌طلبد و راه را برای پیروزی‌های دیگر هموار می‌سازد.[۵۱]
  - ابراهیم آقامحمدی، عضو کمیسیون امنیت ملی و سیاست خارجی مجلس شورای اسلامی و عضو کمیسیون ویژه بررسی برجام در مجلس شورای اسلامی: برجام به وسیله مهندسی افکار عمومی و بهتر است بگوییم نوعی فریب افکار عمومی صورت گرفت. برجام باید تضمین دار شود، تضمین واقعی! نه تضمین جان کری. چرا باید زیر بار تعهدی برویم که طرف مقابل در برابر آن تعهدی نمی‌دهد که بخواهد آن را اجرا کند. در برجام حتی دولت آمریکا را ملزم نکردند که تحریم‌ها را لغو کند. آمریکا دارای ۵۱ ایالت است و جالب آنکه حتی یکی از آن‌ها نیز ملزم به تعلیق تحریم نشده چه رسد به لغو.[۵۲]
  - احمد توکلی، نماینده مردم تهران در مجلس شورای اسلامی به خبرگزاری ایرانا گفت: «جمع‌بندی مذاکرات می‌تواند ۳۰ درصد در طولانی مدت در کاهش هزینه واردات تأثیر بگذارد و از این جهت مثبت است.»
  - علی طیب نیا، وزیر امور اقتصادی و دارایی ایران در واکنش به توافق هسته‌ای به خبرگزاری مهر گفت: «بعد از توافق، چند ماه زمان نیاز داریم تا پس از طی مراحل اجرایی از سوی ایران و غرب، آثار برداشته شدن تحریم‌ها به‌طور کامل خود را نشان دهد، این در حالی است که مردم خسته از فشارهای چند سال اخیر، انتظار دارند به سرعت مشکلات اقتصادی کشور مرتفع شود.»
  - غلامعلی جعفرزاده ایمن آبادی، نماینده مردم رشت در مجلس شورای اسلامی با اشاره به توافق هسته‌ای میان ایران و ۱+۵ خطاب به «تندروها و دلواپسان» گفت: «از نتایج این مذاکرات درس عبرت بگیرید و از ظریف و تیم مذاکره‌کننده هسته‌ای عذرخواهی کنید.»
  - سعید جلیلی، مذاکره‌کننده اسبق هسته‌ای ایران، در نشست کمیسیون بررسی برجام که در مجلس شورای اسلامی برگزاری شد، مدعی شد که در تنظیم سند این توافق هسته‌ای و اسناد ضمیمه آن، از ۱۰۰ حق مسلم ایران صرف نظر شده است و این توافق و قطعنامه شورای امنیت پیرو آن، ناقض خطوط قرمز ترسیم‌شده در ایران است.[۵۳]
  - عباسعلی منصوری آرانی، عضو کمیسیون امنیت ملی و سیاست خارجی مجلس به خبرگزاری مهر گفت: «فعلاً باید متن اصلی و ضمائم آن را ببینیم تا بتوانیم قضاوت کنیم که توافق چگونه انجام شده است.»
- ایالات متحده آمریکا
  - باراک اوباما بلافاصله پس از اعلام توافق در وین، در نطقی تلویزیونی نتایج را ستود. او گفت: «امروز با مذاکره منطقی و قدرتمندانه جلوی گسترش سلاح هسته‌ای را در خاورمیانه گرفتیم. این توافق تمام راه‌های رسیدن احتمالی ایران به سلاح اتمی را بسته است.» او باز هم تأکید کرد که «بدون این توافق خاورمیانه با خطر یک جنگ جدید روبرو می‌شد».
  - جان کری، وزیر خارجه آمریکا که گفته شد اکنون رکورد زمانی تلاش برای گشودن یک گره سیاست خارجی را با استقرار طولانی در وین ثبت کرده است، از دولت و وزیر خارجه ایران تشکر کرده است. او گفت: «می‌خواهم احترام عمیق خود را نسبت به رویکرد جدی و سازنده نمایندگان ایران در مذاکرات ابراز کنم.» آقای کری همتای ایرانی خود را مذاکره‌کننده‌ای «سرسخت، حرفه‌ای و وطن‌پرست» توصیف کرد و گفت که حتی وقتی کار مذاکرات سخت می‌شد، جلسات را با لبخند به پایان می‌برده است. مقامات آمریکایی گفتند در نشست نهایی مذاکره کنندگان در وین، کری سخنرانی پر احساسی را بیان کرد. کری که سابقه حضور در جنگ ویتنام را داشت، در این جلسه گفت: «زمانی که ۲۲ ساله بودم، به جنگ رفتم.» وی با گفتن این جمله، اندکی بغض کرد ولی بعد کنترل خود را به دست آورد و این‌گونه ادامه داد: «من به جنگ رفتم و این مسئله برایم مشخص شد که دیگر هیچگاه وارد هیچ جنگی نخواهم شد.»
  - وندی شرمن از مذاکره کنندگان ارشد آمریکایی گفت این اظهارات کری همه حاضران را تحت تأثیر قرار داد. شرمن افزود: «دلیل همه اینها نیز این است که تلاش شود این مسائل از طریق دیپلماسی و ابزارهای صلح‌آمیز حل و فصل شود. این صحنه به اندازه‌ای اثرگذار بود که همه افراد حاضر در آن اتاق کوچک، از جمله هیئت ایرانی، وی را تشویق کردند و اشک در چشمان همه حلقه زد.»[۵۴]
  - نانسی پلوسی، رهبر اقلیت دموکرات در مجلس سنای آمریکا توافق اتمی با ایران را یک توافق تاریخی و «محصول سال‌های رهبری سخت، شجاعانه و با دید باز» توصیف کرد.
  - جب بوش، فرماندار سابق فلوریدا و برادر رئیس‌جمهور سابق آمریکا که در نظرسنجی‌ها از بقیه نامزدهای جمهوریخواه پیش است این توافق را «خطرناک، بسیار ناقص و کوته‌بینانه» توصیف کرده است.
  - مارکو روبیو، دیگر نامزد جمهوری‌خواه از نمایندگان کنگره خواست توافق ایران را رد کنند. رئیس‌جمهور آمریکا هشدار داده در صورت رد شدن توافق در کنگره این تصمیم را وتو خواهد کرد. برای بی‌اثر شدن حق وتوی رئیس‌جمهور، رأی دو سوم نمایندگان هر دو مجلس سنا و نمایندگان لازم است.
  - جان بینر، رئیس‌جمهوریخواه مجلس نمایندگان آمریکا، توافق هسته‌ای با ایران را «خطرناک» توصیف کرد.
  - میچ مکانل، رهبر اکثریت جمهوریخواه سنای آمریکا گفت که سنا توافق با ایران را به دقت مورد بررسی قرار خواهد داد تا ببیند آیا برای آمریکا و متحدانش امنیت بیشتری تأمین می‌کند یا نه. سناتور مک‌کانل اذعان کرده که حتی اگر کنگره توافق هسته‌ای ایران را رد کند، خنثی کردن وتوی باراک اوباما کار سختی خواهد بود.
- آلمان: آنگلا مرکل، صدر اعظم آلمان از توافق هسته‌ای با ایران به عنوان یک «موفقیت مهم» استقبال کرد و از تمام طرف‌ها خواست تا هر چه سریع‌تر این توافق را اجرا کنند.
- بریتانیا: دیوید کامرون، نخست‌وزیر بریتانیا توافق با ایران را تاریخی دانست و گفت: «این توافق ایران را از دستیابی به سلاح اتمی دور نگاه می‌دارد و کمک می‌کند دنیا محل امن تری باشد.»
- فرانسه: فرانسوا اولاند، رئیس‌جمهوری فرانسه، ضمن ابراز خرسندی از توافق ایران و شش قدرت جهانی به خبرگزاری فرانسه گفت که «جهان با این توافق پیشروی خواهد کرد.» وزیر امور خارجه فرانسه گفت که انتظار می‌رود قطعنامه شورای امنیت در تأیید توافق به دست آمده در وین «ظرف چند روز» صادر شود.
- چین: وانگ ئی، وزیر امور خارجه چین به رویترز گفت: «توافق هسته‌ای ایران نشان می‌دهد که دنیا می‌تواند با استفاده از مذاکره مشکلات مختلف را حل کند.»
- روسیه: سرگئی لاوروف، وزیر خارجه روسیه ابراز امیدواری کرد که توافق اتمی با ایران باعث شود تا آمریکا طرح گسترش سپر دفاع موشکی در اروپا را دنبال نکند. سرگئی لاوروف گفت که باراک اوباما در سال ۲۰۰۹ گفته بود که اگر برنامه هسته‌ای ایران با موفقیت حل و فصل شود، برنامه استقرار سپر موشکی در اروپا لغو خواهد شد و افزود که «ما این موضوع را به همکاران آمریکایی خود یادآور شدیم.» عدم حضور وزیر امورخارجه روسیه در روز ۱۴ ژوئیه در مقابل پرچم کشورش توسط برخی این گونه عنوان شد که به دلیل یک موضوع فوری با اجازه تیم مذاکره‌کننده وین را ترک کرده است[۵۵] اما با توجه به مسائل اروپای شرقی با اروپای غربی و مرکزی این موضوع در لحظات آغازین مراسم آن روز به نظر مشکوک به نوعی اعتراض بود و شبکه خبری بی‌بی‌سی در پخش زنده نیز به این موضوع اشاره کرد.[نیازمند منبع]
- عربستان سعودی: با در نظر گرفتن همسایگی ایران، عربستان سعودی امیدوار است که روابط بهتری بر اساس حسن همجواری با ایران و عدم دخالت در امور داخلی برقرار کند.
- مصر: وزارت امور خارجه مصر اعلام کرد: «توافق ایران و کشورهای غربی می‌تواند از مسابقه تسلیحاتی در خاورمیانه جلوگیری کند.»
- عمان: اولین کشور حاشیه خلیج فارس بود که از توافق هسته‌ای ایران و کشورهای پنج به‌علاوه یک استقبال کرد. بدر بوسعیدی، دبیرکل وزارت امور خارجه عمان در توییتر خود توافق برد برد را تبریک گفت.
- افغانستان: محمد اشرف غنی، رئیس جمهوری اسلامی افغانستان هم از توافق هسته‌ای میان جمهوری اسلامی ایران و کشورهای ۱+۵ استقبال کرد.
- سوریه: بشار اسد، رئیس‌جمهوری سوریه در پیام‌های جداگانه‌ای برای علی خامنه‌ای و حسن روحانی دستیابی به توافق هسته‌ای با گروه ۱+۵ را به آنان تبریک گفته و را «دستاوردی تاریخی» و «پیروزی عظیم» توصیف کرده است. او گفته است که این توافق و پایان تحریم‌ها، نقطه عطفی در تاریخ ایران است. وزارت خارجه سوریه هم در بیانیه‌ای، توافق هسته‌ای را دستاوردی مهم برای ایران دانسته است.
- اسرائیل: بنیامین نتانیاهو، صریح‌ترین منتقد توافق جاری گفت: «ایران بعد از ده سال (با پایان دوره محدودیت‌ها) قادر خواهد بود بمب‌های اتمی متعدد تولید کند.» صبح سه شنبه درحالی‌که هنوز متن توافق هسته‌ای ایران و ۱+۵ منتشر نشده بود، بنیامین نتانیاهو در واکنش به این توافق گفت: «برای ایران راهی مطمئن به سوی اسلحه هسته‌ای گشوده شده و بسیاری از موانع ایجاد شده در این مسیر برداشته خواهد شد. ایران میلیاردها دلار پولش را دریافت خواهد کرد تا سیاست ترور و تهاجم خود در منطقه و جهان را دنبال کند.»[۱۶]
- کانادا: راب نیکولسون، وزیر خارجه کانادا اظهار نظر کرد: «ایران به دلیل جاه‌طلبی‌های هسته‌ای رژیم، ادامه حمایتش از تروریسم، درخواست‌های مکررش برای نابودی اسرائیل و بی‌توجهی به حقوق ابتدایی بشر، همچنان یک تهدید جدی برای صلح و امنیت بین‌المللی است.»

## گام‌های بعدی

### انضمام به قوانین بین‌المللی با تصویب قطعنامهٔ شورای امنیت
طبق برجام، این توافق رسماً مورد حمایت شورای امنیت سازمان ملل قرار گرفت و آن را با گنجانیدن در حقوق بین‌الملل قانوناً الزام‌آور ساخت.
سامانتا پاور سفیر آمریکا در سازمان ملل متحد، بلافاصله پس از این رأی‌گیری به شورای امنیت گفت که کاستن از تحریم‌ها تنها زمانی شروع خواهد شد که ایران الزامات خود را به طرز تأیید شده‌ای به جا آورده باشد، و نیز ایران را به «رها کردن فوری همهٔ آمریکاییان به ناحق بازداشت شده» فراخواند و مشخصاً از امیر میرزایی حکمتی، سعید عابدینی، و جیسون رضاییان، که در ایران زندانی بودند و رابرت لوینسون، که در ایران مفقود شده، نام برد.

### تأیید اتحادیهٔ اروپا
همان روز که قطعنامه توسط شورای امنیت تصویب شد، اتحادیهٔ اروپا از طریق رأی‌گیری در جلسهٔ شورای امور خارجی (گروه وزرای امور خارجهٔ اتحادیهٔ اروپا) در بروکسل برجام را تأیید کرد. تأیید برجام به معنی برداشته شدن برخی از تحریم‌های اتحادیهٔ اروپا بود که از میان آن‌ها می‌توان به لغو ممنوعیت خرید نفت ایران اشاره کرد. اتحادیه به تحریم‌های حقوق بشری و موانع تجاری برای برنامهٔ موشک‌های بالستیک ادامه می‌دهد. ناظران مصوبهٔ اتحادیهٔ اروپا را به عنوان پیامی به کنگرهٔ آمریکا تلقی کردند.

### برجام در کنگره ایالات متحدهٔ آمریکا

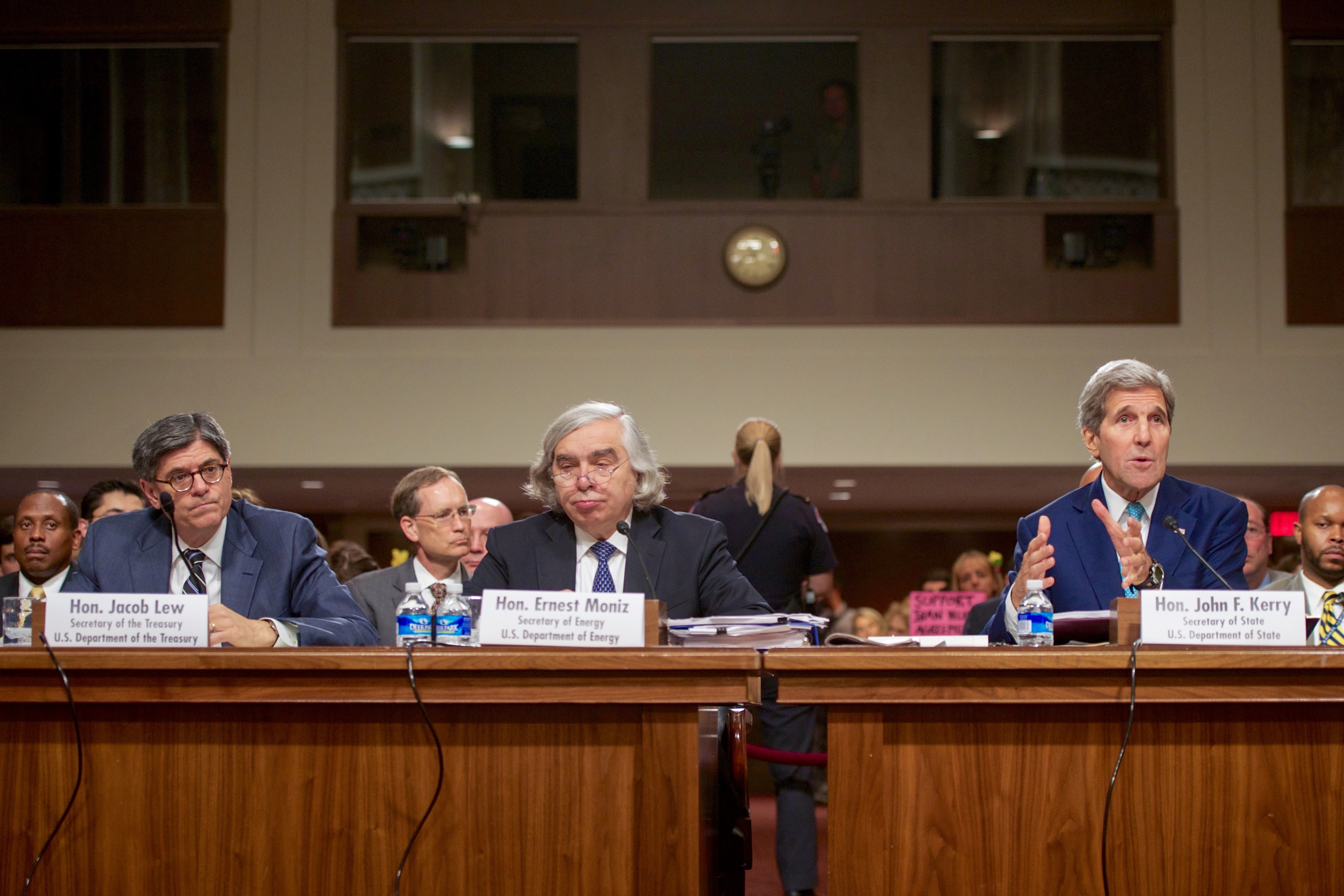
جان کری و ارنست مونیز وزرای خارجه و انرژی در حال دفاع از برجام در جلسهٔ استماع کمیتهٔ روابط خارجی سنا، ۲۳ ژوئیه ۲۰۱۵

طبق قوانین آمریکا، برجام نوعی از توافق اجرایی است. برخلاف معاهده‌ها، که برای تأیید نیاز به رأی دو سوم سنا دارند، توافق‌های اجرایی معمولاً نیاز به هیچ گونه تأیید کنگره ندارند. در سال ۲۰۰۳ دیوان عالی آمریکا در پروندهٔ انجمن بیمهٔ آمریکا در برابر گرمندی حکم کرد که «رئیس‌جمهور اقتدار انجام توافق‌های اجرایی با دیگر کشورها را بدون نیاز به تصویب سنا یا تأیید کنگره داراست، این قدرت از سال‌های اول جمهوری به کار گرفته شده است.» به هر روی بر اساس مفاد لایحهٔ بازبینی توافق هسته‌ای ایران ۲۰۱۵، که در ۲۲ مه ۲۰۱۵ با امضاء تبدیل به قانون شد، این توافق یک دورهٔ شصت روزهٔ بازبینی در کنگرهٔ آمریکا را طی کرد. طبق آن لایحه، به محض ارسال همهٔ مدارک به کاخ کنگره آمریکا، کنگره شصت روز وقت داشت که یک قطعنامهٔ تأیید تصویب کند، یک قطعنامهٔ عدم تأیید تصویب کند یا هیج کاری نکند. (لایحه برای رئیس‌جمهور زمان اضافی پس از شصت روز در نظر گرفته تا قطعنامه را وتو کند و برای کنگره وقت در نظر گرفته تا رأی بگیرد و وتو را بپذیرد یا وتو را بشکند) رئیس‌جمهور اوباما گفته بود که هر قطعنامهٔ عدم تأیید، که نیاز به رأی مخالف حداقل ۶۰ سناتور دارد، را وتو خواهد کرد. بدین ترتیب جمهوریخواهان تنها در صورتی که دو سوم هر دو مجلس کنگره را می‌توانستند با خود همراه کنند، می‌توانستند وتوی هر قطعنامهٔ عدم تأیید را بشکنند. این بدین معنا بود که ۳۴ رأی در سنا می‌توانست وتو را حفظ کرده و برجام را به مرحلهٔ عمل در بیاورد. همهٔ ۵۴ سناتور جمهوریخواه و ۴ سناتور دمکرات مخالفت، و ۴۲ سناتور دمکرات موافقت خود را با این طرح اعلام کردند. در ۲ سپتامبر ۲۰۱۵، با اعلام حمایت سناتور باربارا میکولسکی از این توافق، اوباما رأی کافی برای پیشگیری سنا از شکستن وتوی خود را به دست آورد و بدین ترتیب سنا نمی‌توانست جلوی پیشبرد این طرح را بگیرد. با اعلام نظر سه سناتور دیگر در ۸ سپتامبر، تضمین شد که سنا نخواهد توانست به این طرح رأی مخالف بدهد. در ۱۰ سپتامبر، سنا با ۵۸ رأی موافق و ۴۲ رأی مخالف، از پیشبرد طرح عدم موافقت با توافق با ایران، بازماند و این طرح به رأی گذاشته نشد. با این وجود، یک روز بعد مجلس نمایندگان آمریکا قطعنامهٔ تأیید توافق با ایران را با ۲۶۹ رأی مخالف در مقابل ۱۶۲ رأی موافق رد کرد که با توجه به به رأی گذاشته نشدن طرح در سنا، تأثیری در اجرای آن نداشت.
در روز پنچشنبه ۲۶ شهریور ۱۳۹۴ در آخرین تلاش جمهوری خواهان مجلس سنای ایالات متحده در کسب آرا برای یک متمم به منظور رد کردن برجام شکست خوردند. این متمم ایران را پیش از برداشته شدن تحریم‌های ایالات متحده مستلزم به رسمیت شناختن کشور اسرائیل و آزاد کردن اتباع آمریکایی می‌کرد. این متمم نیاز به ۶۰ رأی داشت اما با آرا ۵۳ به ۴۵ شکست خورد. میچ مکانل پیش از رای‌گیری به نزدیک‌بینی کاخ سفید در برابر میلیاردها دلاری که به خزانه ایران برای استفاده در تروریسم روانه خواهد شد اعتراض کرد، اما دموکرات‌ها به بیان هری رید، رهبر دموکرات سنا، این تلاش را یک «رای‌گیری نمایش بدبینی» عنوان کردند. هرچند آخرین مهلت برای رای‌گیری دربارهٔ این توافق پنجشنبه بود، اما کنگره هنوز می‌توانست تاکتیک‌های دیگری را برای مخالفت به کار ببندد.
همزمان خبرگزاری‌های ایران نیز از سومین و آخرین دور از رأی‌گیری نمایندگان سنا برای رد برجام خبر دادند. به گزارش خبرگزاری‌های ایران پیش از رأی‌گیری نهایی طرح رد برجام، در مورد متمم پیشنهادی برای منوط شدن رفع تحریم‌های ایران به آزادی اتباع آمریکایی زندانی در ایران و همچنین به رسمیت شناختن اسرائیل از سوی ایران، رأی‌گیری شد. این متمم را میچ مکانل، رهبر اکثریت جمهوری‌خواه سنا ارائه کرده بود. طرح متمم مذکور با ۵۳ رأی موافق و ۴۵ رأی مخالف، رأی نیاورد. پس از آن، طرح رد برجام نیز با ۵۶ رأی موافق، ۴۲ رأی مخالف، در مجلس سنای آمریکا رد شد و باراک اوباما، بدون استفاده از حق وتوی خود، اجازهٔ اجرایی کردن برنامه جامع اقدام مشترک را دریافت نمود.
| طرح رد برجام سنای آمریکا | موافقان (مخالف برجام)                                                              | مخالفان (موافق برجام)                  | آراء موافق | آراء مخالف | تأیید |
| ------------------------ | ---------------------------------------------------------------------------------- | -------------------------------------- | ---------- | ---------- | ----- |
| متمم طرح                 | حزب جمهوری‌خواه ایالات متحده آمریکا تعدادی از اعضاء حزب دموکرات ایالات متحده آمریکا | اکثریت حزب دموکرات ایالات متحده آمریکا | ۵۳         | ۴۵         | نه    |
| کلیات طرح                | حزب جمهوری‌خواه ایالات متحده آمریکا تعدادی از اعضاء حزب دموکرات ایالات متحده آمریکا | اکثریت حزب دموکرات ایالات متحده آمریکا | ۵۶         | ۴۲         | نه    |

روز پنجشنبه یکم اکتبر ۲۰۱۵ در مجلس نمایندگان ایالات متحده طرحی به رأی گذاشته شد که پیش از پرداخت غرامت ۴۰ میلیارد دلاری ایران که دادگاه‌های آمریکا برای «قربانیان حملات تروریستی مورد حمایت ایران» تعیین کرده‌اند، رئیس‌جمهور حق لغو تحریم‌ها را ندارد. سال ۲۰۱۴ دادگاه نیویورک حکم برداشت غرامت ۱ میلیارد و ۷۵۰ میلیون دلاری از اموال بلوکه شده ایران را داد تا بین خانواده کشته‌شدگان حملات تروریستی همچون بمب‌گذاری سال ۱۹۸۳ در پایگاه تفنگداران دریایی آمریکا در بیروت تقسیم شود. این طرح غرامت ۴۰ میلیاردی با ۲۵۱ رأی موافق و ۱۷۳ رأی مخالف در مجلس نمایندگان با اکثریت جمهوری‌خواه تصویب شد اما احتمال تصویب آن در سنا کم بود و همچنین اوباما نیز می‌توانست آن را وتو کند.

### برجام در مجلس ایران
یکی از مسائل مناقشه‌برانگیز دربارهٔ برجام، تصویب آن در مجلس ایران بود. مجلس که در چند هفته از تابستان ۱۳۹۴ تعطیل بود و مسئول تصویب یا رد برجام در ایران شناخته می‌شد که البته حسن روحانی، عباس عراقچی و محمدباقر نوبخت گفتند که نیازی به تصویب برجام در مجلس نیست. اما چند روز بعد در ۱۲ شهریور ۱۳۹۴ سید علی خامنه‌ای، رهبر ایران تأکید کرد که مصلحت نیست مجلس از موضوع برجام کنار گذاشته شود.
بر همین اساس مجلس ایران، کمیسیون ویژه‌ای برای بررسی برجام تشکیل داد. این کمیسیون ۱۵ عضو داشت و ریاست آن بر عهده علیرضا زاکانی بود و اکثریت اعضاء آن را نمایندگان مخالف برجام تشکیل می‌دادند. در طول جلسات این کمیسیون، صاحب نظران سیاسی، اقتصادی، حقوقی و هسته‌ای به جلسه دعوت شده و به اظهار نظر پرداختند. محمدجواد ظریف، رئیس تیم مذاکره‌کننده هسته‌ای، سعید جلیلی، رئیس سابق تیم مذاکره‌کننده هسته‌ای، علی شمخانی، دبیر شورای عالی امنیت ملی، عباس عراقچی، فریدون عباسی، مجید تخت‌روانچی از اعضاء تیم مذاکره‌کننده هسته‌ای، سید محمود علوی، وزیر اطلاعات، علی باقری، علی اکبر صالحی، رئیس سازمان انرژی اتمی، ولی‌الله سیف، رئیس بانک مرکزی و … بخشی از افرادی بودند که در جلسات این کمیسیون حضور می‌یافتند. همچنین یوکیا آمانو دبیرکل آژانس بین‌المللی انرژی اتمی نیز با حضور در کمیسیون برجام به ارائه نظرات خود پرداخت. نهایتاً پس از یک ماه در ۱۲ شهریور ۱۳۹۴، گزارش کمیسیون برجام در صحن علنی مجلس قرائت گردید. گزارشی که اکثر نمایندگان معتقد بودند به صورت یکجانبه و توسط تیم سعید جلیلی نگاشته شده است. حتی پنج تن از اعضاء کمیسیون برجام با مفاد این گزارش مخالفت کرده و آن را مردود دانستند و در این رابطه بیانیه‌ای صادر کردند. این بیانیه به امضای علاء الدین بروجردی، نماینده مردم بروجرد و رئیس کمیسیون امنیت ملی و سیاست خارجی مجلس، غلامرضا تاجگردون، نماینده مردم گچساران، مسعود پزشکیان، نماینده مردم تبریز، عباسعلی منصوری آرانی، نماینده مردم کاشان و منصور حقیقت پور نماینده مردم اردبیل رسیده بود.
ابهاماتی که در رابطه با گزارش کمیسیون برجام وجود داشت، منجر به طولانی شدن بازهٔ بررسی برجام در مجلس گردید و حتی برخی از مراجع تقلید از جمله ناصر مکارم شیرازی، از این تعلل انتقاد کرده و آن را مایهٔ ضمان دانستند، تمام موارد مذکور موجب گردید تا کمیسیون امنیت ملی و سیاست خارجی مجلس به ریاست علاء الدین بروجردی وارد عمل شده و طرح «اقدام متناسب و متقابل دولت در اجرای برجام» را به مجلس ارائه نمود.

##### ادعای تهدید صالحی و ظریف به مرگ

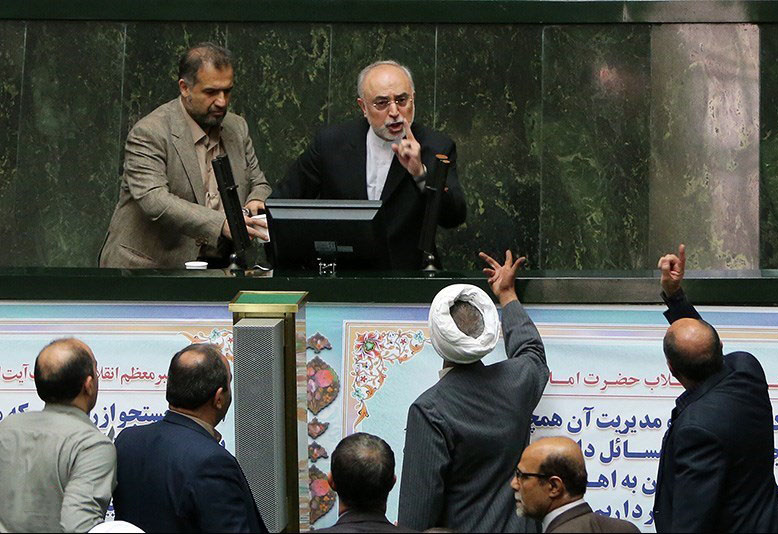
نمایندگان مخالف برجام در مجلس شورای اسلامی به علی اکبر صالحی اعتراض و او را تهدید به مرگ کردند.

طی این جلسه، علی‌اکبر صالحی و رسانه‌های اصلاح‌طلب ادعا کردند که او و محمد جواد ظریف از سوی روح‌الله حسینیان از مخالفان برجام طرح تهدید به مرگ شدند. صالحی در صحن مجلس گفت: «الان یک برادر عزیزی آمده اینجا و با قسم جلاله می‌گوید که شما را می‌کشیم و در رآکتور اراک رویتان سیمان می‌ریزیم.»
نمایندگان منتقد برجام در مجلس بلند شده و صالحی را دروغگو خطاب کردند. رسایی گفت که حرف‌های حسینیان شوخی بوده و در حال خنده و قهقه بیان شده است. مجید انصاری معاون پارلمانی رئیس‌جمهور نیز تهدید شدن ظریف و صالحی به مرگ توسط برخی نمایندگان مجلس را تأیید کرد. ابوذر ندیمی، نماینده لاهیجان در مجلس این تهدید را از شوخی‌های رایج در مجلس توصیف کرد که صالحی آن را جدی گرفته است. انعکاس این رویداد در شبکه‌های اجتماعی، گسترده بود و علی مطهری رویداد روز یکشنبه ۱۹ مهر دربارهٔ تهدید صالحی و ظریف به مرگ را ناگوار خواند. روح‌الله حسینیان بعداً با صدور بیانیه‌ای ماجرا را توضیح داد و اظهار داشت که چون ظریف و صالحی با از بین بردن بخشی از توانمندی هسته‌ای بازدارندهٔ ایران ممکن است باعث تسهیل امکان حمله اسرائیل به ایران شده باشند به آن‌ها گفته که اگر اسرائیل بعد از برجام به ایران حمله کند مردم آن‌ها را دستگیر و محاکمه خواهند کرد و او هم اگر قدرت داشته باشد آن‌ها را در قلب رآکتور اراک که سیمان کردند قرار می‌دهد. گفته شده مدتی بعد صالحی طی عیادت از حسینیان در بیمارستان کمی ابراز پشیمانی و گریه کرده و به او گفته قصد تخریبش را نداشته است.

#### تصویب برجام در مجلس
در ۱۹ مهر ۱۳۹۴، رأی‌گیری در رابطه با طرح «اقدام متناسب و متقابل دولت در اجرای برجام» انجام شده و کلیات طرح مذکور با ۱۳۹ رأی موافق، ۱۰۰ رأی مخالف و ۱۲ رأی ممتنع به تصویب مجلس شورای اسلامی رسید.
تصویب کلیات طرح برجام با مخالفت شدید رئیس کمیسیون ویژه برجام و اعضاء جبهه پایداری گردید و قرار شد جزئیات این طرح دو روز بعد در مجلس مورد بررسی قرار گیرد. نهایتاً در ۲۱ مهر ۱۳۹۴، جزئیات طرح اقدام متناسب و متقابل دولت در اجرای برجام با ۱۶۱ رأی موافق، ۵۹ رأی مخالف و ۱۳ رأی ممتنع در مجلس شورای اسلامی تصویب گردید. به گزارش بی‌بی‌سی، در این روز برخی نمایندگان فاش کردند که شب قبل، اصغر حجازی از بیت رهبری، با رئیس مجلس و دبیر شورای امنیت ملی جلسه گذاشته و مقرر کرده که اجرای برجام به سرعت به تصویب برسد و در نتیجه اجرای توافق هسته‌ای در عرض ۲۰ دقیقه تصویب شد و در مجلس اصولگرایی که مخالفان توافق هسته‌ای در آن اکثریت قاطع را داشتند، تنها ۵۹ نماینده به اجرای این توافق رای منفی دادند.
| طرح اجرای برجام در مجلس ایران | موافقان               | مخالفان                                  | آراء موافق | آراء مخالف | آراء ممتنع | تأیید |
| ----------------------------- | --------------------- | ---------------------------------------- | ---------- | ---------- | ---------- | ----- |
| کلیات طرح                     | فراکسیون رهروان ولایت | جبهه پایداری بخشی از فراکسیون اصولگرایان | ۱۳۹        | ۱۰۰        | ۱۲         | آری   |
| جزئیات طرح                    | فراکسیون رهروان ولایت | جبهه پایداری بخشی از فراکسیون اصولگرایان | ۱۶۱        | ۵۹         | ۱۳         | آری   |

طرح اجرای برجام روز بعد نیز در شورای نگهبان با اکثریت قاطع آراء تأیید و در ۲۳ مهر ۱۳۹۴، علی لاریجانی، رئیس مجلس، قانون «اقدام متناسب و متقابل دولت جمهوری اسلامی ایران در اجرای برجام» را برای اجرا به رئیس‌جمهور ابلاغ کرد.

### شروط رهبر ایران
در ۲۹ مهر ۱۳۹۴ سید علی خامنه‌ای رهبر جمهوری اسلامی ایران در نامه‌ای به حسن روحانی بر الزامات ۹ گانه‌ای در مسیر اجرای برجام تأکید کرد. خامنه ای در این نامه ضمن عبرت آموز خواندن تجربه این قرارداد، با یادآوری «خصومت و اخلال آمریکا در مسئله هسته‌ای ایران» گفت که ورود آمریکا در مذاکرات هسته‌ای «فریبکارانه و با غرض پیشبرد هدف‌های خصمانه خود دربارهٔ جمهوری اسلامی بوده و نه با نیت حل و فصل عادلانه» و بعید است در آینده نیز آمریکا جز این روش عمل کند. او همچنین محصول مذاکرات برجام را دارای موارد متعددی از نقاط ابهام و ضعف‌های ساختاری دانست و در نه بند نکاتی را به روحانی یادآور شد که باید رعایت شود. این شروط شامل موارد زیر هستند: «تدارک تضمین‌های قوی و کافی برای جلوگیری از تخلف طرف‌های مقابل»، «لزوم خروج دولت از برجام در صورت وضع هرگونه تحریم در هر سطح و به هر بهانه‌ای توسط هر یک از کشورهای طرف مذاکرات»، «آغاز انجام اقدامات بند ۴ و ۵ تنها به هنگام اعلامِ پایانِ پرونده موضوعات حال و گذشته (PMD) توسط آژانس»، «انعقاد قرارداد قطعی و مطمئن دربارهٔ طرح جایگزین کارخانه اراک و تضمین کافی برای اجرای نوسازی آن با حفظ هویت آب سنگین»، «آغاز معامله و تبادل اورانیوم غنی‌شده موجود در برابر کیک زرد در صورت انعقاد قرارداد مطمئن همراه با تضمین کافی»، «تهیه طرح و تمهیدات لازم برای توسعه صنعت انرژی اتمی که منتهی به ۱۹۰ هزار سو می‌شود»، «ساماندهی تحقیق و توسعه در ابعاد مختلف توسط سازمان انرژی اتمی در مقام اجرا»، «قراردادن متن مذاکرات به عنوان مرجع تفسیر در موارد ابهام برجام و مورد قبول نبودن موضع طرف مقابل» و «تشکیل یک یک هیئت قوی و آگاه و هوشمند برای رصد پیشرفت کارها و انجام تعهدات طرف مقابل و تحقق شروط ذکر شده».
رهبر ایران در دیدار با دانشجویان در ۱ خرداد ۱۳۹۸ نیز به این نامه و شروطی که در آن برای اجرای برجام تعیین کرده بود اشاره کرد و در پاسخ به کسانی که تصویب برجام را به رهبری نسبت می‌دهند گفت: «خب شما چشم و گوش دارید و همه‌چیز را می‌بینید. نامه‌ای که دربارهٔ برجام نوشته شد و شرایطی که ذکر شده که در این صورت تصویب می‌شود را ببینید. منتها اگر این شرایط اجرا نشده، وظیفه رهبری این نیست که وارد بشود.» وی همچنین با ابراز نارضایتی از نحوه اجرای برجام گفت: «آن‌طور که برجام عمل شد، من خیلی اعتقادی نداشتم و بارها هم به رئیس‌جمهور و وزیر خارجه گفتیم و تذکر دادیم.»

#### واکنش‌ها به شروط رهبری
در ۳۰ مهر روحانی در نامه‌ای به خامنه‌ای تأکید کرد دولت جمهوری اسلامی با رعایت ملاحظات و الزامات رهبری و مصوبات شورای عالی امنیت ملی و مجلس، نسبت به اجرای کامل و با حسن نیت برجام اقدام خواهد کرد. پس از آن روسای قوه قضاییه و قوه مقننه نامه رهبر ایران را مورد حمایت قرار داده و بر لزوم اجرایی شدن برجام با توجه به «منویات رهبری» تأکید کردند. محمد جواد ظریف نیز گفت که از این پس تلاش می‌کنیم «برجام بر اساس فرمایش‌ها رهبری به بهترین شکل اجرا شود.» نمایندگان مجلس نیز در نامه‌ای خطاب به رئیس‌جمهور بر لزوم عمل به شروط مدنظر رهبری در اجرای برجام تأکید کردند.

### روز پذیرش
در ۱۸ اکتبر ۲۰۱۵ که با عنوان روز پذیرش توافق هسته‌ای ایران شناخته می‌شود، باراک اوباما، رئیس‌جمهوری آمریکا دستور آمادگی برای لغو و توقف اجرای تحریم‌های هسته‌ای ایران در «روز اجرای» این توافق را صادر کرد و اتحادیه اروپا هم برداشتن تحریم‌های هسته‌ای از این روز را به تصویب رساند. همچنین آژانس بین‌المللی انرژی اتمی در بیانیه‌ای اعلام کرد که ایران به آژانس خبر داده است که از «روز اجرای توافق» برنامه جامع اقدام مشترک، پروتکل الحاقی را به صورت موقت (تا زمان تصویب مجلس) اجرا خواهد کرد. در این بیانیه همچنین گفته شده است که ایران اجرای بند اصلاح‌شده ۳٫۱ در توافق پادمان را از «روز اجرای توافق» پذیرفته است.

### گزارش آژانس بین‌المللی انرژی اتمی در موضوع PMD
در ۱۱ آذر ۱۳۹۴، یوکیو آمانو، دبیرکل آژانس بین‌المللی انرژی اتمی، گزارش پانزده صفحه‌ای خود را دربارهٔ مسایل گذشته و حال برنامه هسته‌ای ایران منتشر کرد. در این گزارش، آژانس بین‌المللی انرژی اتمی ارزیابی کرده بود که یک سری از فعالیت‌های مربوط به توسعه ابزار انفجار هسته‌ای پیش از پایان سال ۲۰۰۳ در ایران به عنوان یک اقدام هماهنگ‌شده صورت گرفته و برخی از این فعالیت‌ها پس از سال ۲۰۰۳ ادامه یافته است. آژانس همچنین ارزیابی کرده بود که این فعالیت‌ها فراتر از مطالعات علمی و احتمالی و به علاوه دستیابی به شایستگی‌ها و ظرفیت‌های فنی مربوط نبوده است. آژانس همچنین اعلام کرد که هیچ نشانه معتبری از فعالیت‌های مربوط به تحقیق و توسعه یک ابزار انفجار هسته‌ای پس از سال ۲۰۰۹ در دست ندارد. آژانس همچنین هیچ سند معتبری از انحراف مواد هسته‌ای در ارتباط با ابعاد نظامی احتمالی برنامه هسته‌ای ایران ندارد.
ارائه گزارش مذکور مبنی بر عدم انحراف مواد هسته‌ای ایران در موضوع PMD از سال ۲۰۰۹، عملاً راه را برای اجرایی شدن برجام و عملیاتی شدن لغو تحریم‌های اعمال شده علیه ایران، هموار کرد.

### اجرای برجام
بر اساس توافق جامع اتمی ایران و قدرت‌های جهانی، روز اجرای توافق روزی است که آژانس تأیید کند که ایران تعهدات مقدماتی خود را از جمله در تأسیسات اراک، نطنز و فردو انجام داده است.
در ساعات ابتدایی ۲۶ دی ۱۳۹۴، در آستانه انتشار گزارش آژانس بین‌المللی انرژی اتمی دربارهٔ انجام تعهدات هسته‌ای ایران در توافق جامع اتمی، باراک اوباما، رئیس‌جمهوری آمریکا، جان کری، وزیر خارجه خود را با مجوز لغو تحریم‌های ایران راهی وین کرد. چند ساعت بعد محمد جواد ظریف، وزیر امور خارجه ایران، علی اکبر صالحی، رئیس سازمان انرژی اتمی ایران و سایر اعضاء تیم مذاکره‌کننده هسته‌ای ایران برای صدور بیانیهٔ مشترک آغاز اجرای برجام راهی وین و مقر سازمان ملل در این شهر شدند.
در میان فضای مذاکرات فشرده طرفین برای تدوین متن نهایی بیانیه اجرایی شدن برجام، در عصر ۲۶ دی ۱۳۹۴، خبر غیرمنتظره‌ای در صدر رسانه‌های جهان قرار گرفت و دادستان عمومی و انقلاب تهران اعلام کرد که در راستای مصوبات شورای عالی امنیت ملی ایران و مصالح کلی نظام چهار زندانی ایرانی دو تابعیتی ظرف همان روز در چارچوب مبادله زندانیان آزاد شدند. اسامی این چهار زندانی ایرانی-آمریکایی عبارت بود از سعید عابدینی، امیر میرزایی حکمتی، جیسون رضاییان و نصرت‌الله خسروی. همچنین براساس این مبادله هفت ایرانی دربند زندان‌های آمریکا آزاد شدند که نام‌های آن‌ها عبارت بود از «نادر مدانلو»، «بهرام مکانیک»، «خسرو افقهی»، «آرش قهرمان»، «تورج فریدی»، «نیما گلستانه» و «علی صابونچی». ظاهراً تبادل زندانیان مذکور در راستای افزایش سطح روابط دیپلماتیک دو کشور و قوام بخشیدن به اجرایی شدن برجام صورت گرفته بود.
چند ساعت پس از مبادلهٔ زندانیان ایران و آمریکا در عمان، و یک روز مذاکرات فشرده جهت نیل به متن مشترک بیانیه اجرای برجام، در ساعت پایانی ۲۶ دی ۱۳۹۴، یوکیا آمانو، مدیرکل آژانس بین‌المللی انرژی اتمی، در اطلاعیه‌ای اعلام کرد که ایران تمام تعهدات خود را تحت برجام اجرایی کرده و اجرای آن‌ها مورد تأیید آژانس است. کمی بعد در ساعت اولیه روز ۲۷ دی ۱۳۹۴ (۱۷ ژانویهٔ ۲۰۱۶)، بیانیهٔ اجرایی شدن برجام و لغو همه تحریم‌های اتحادیه اروپا و ایالات متحده آمریکا و همه قطعنامه‌های تحریمی شورای امنیت سازمان ملل علیه ایران، در مقر آژانس بین‌المللی انرژی اتمی در وین، توسط فدریکا موگرینی، نماینده عالی اتحادیه اروپا در سیاست خارجی و امور امنیتی و محمد جواد ظریف، وزیر امور خارجه جمهوری اسلامی ایران قرائت شده و به موجب آن برنامهٔ جامع اقدام مشترک اجرایی شد که به موجب آن بلافاصله کلیهٔ تحریم‌های مرتبط با برنامه هسته‌ای ایران از هشت سال گذشته برچیده شد.

## اثرات اقتصادی

### نفت و گاز
با برچیده شدن تحریم‌های بین‌المللی بر اقتصاد ایران، چشم‌انداز گسترده‌ای از تأثیر برجام بر اقتصاد ایران و همچنین اقتصاد جهانی خصوصاً در حوزه نفت و گاز به وجود آمد. شرکت‌های خارجی زیادی نیز بعد از اجرائی شدن برجام برای بازگشت یا ورود به بازار ایران، ابراز تمایل یا اقدام نمودند. قراردادهای نفتی منعقد شده بعد از برجام به علت محرمانگی، سوءسابقه شرکت‌های طرف قرارداد، تضعیف شرکت‌های بومی و باج دهی به فرانسه برای حمایت از برجام مورد انتقادات وسیع قرار گرفته‌اند.
- در ماه اکتبر ۲۰۱۶ ایران اعلام کرد تولید نفت خود را در این ماه ۲۱۰ هزار بشکه در روز نسبت به ماه قبل افزایش داده و به ۳٫۹۲ میلیون بشکه در روز رسانده است.[۱۱۶] این در حالی است که در زمان تحریم و قبل از اجرائی شدن برجام، میزان تولید نفت ایران در بیشترین مقدار خود روزانه ۱ میلیون و ۱۰۰ هزار بشکه بود.[۱۱۷] اما منتقدان می‌گویند که دلارهای ناشی از فروش نفت به علت عدم همکاری بانک‌های خارجی با ایران قابل انتقال به داخل کشور نیست و از این جهت تفاوتی در فروش نفت ایجاد نشده است.[۱۱۸] همچنین این رویه دولت را مجبور به افزایش واردات از کشورهای میزبان حساب‌های ارزی ایران می‌کند.[۱۱۹][۱۲۰]
- ۲۷ نوامبر ۲۰۱۶ شلمبرژه، بزرگ‌ترین شرکت خدمات نفتی جهان که از زمان تشدید تحریم‌ها در سال ۲۰۱۰ از بازار ایران خارج شده بود، اعلام کرد که توافق اولیه‌ای برای مطالعات توسعه یک میدان نفتی با ایران امضا کرده است.[۱۲۱]

### ترابری هوایی
- در ۲۷ خرداد ۱۳۹۵ ممنوعیت ورود بخشی از ناوگان ایران‌ایر به آسمان اتحادیه اروپا لغو شد و ایران‌ایر از لیست سیاه خارج شد.[۱۲۲]
- در سال ۲۰۱۸ و همزمان با تحریم‌های آمریکا هما و ماهان دوباره به لیست سیاه بازگشتند.[۱۲۳]
- ایران‌ایر در ۱۲ بهمن ۱۳۹۴ خبر از امضای خرید ۲۰ فروند هواپیمای کوتاه‌برد از شرکت هواپیماسازی فرانسوی-ایتالیایی ای.تی. آر داد.[۱۲۴] این شرکت بعد از خروج آمریکا از برجام در اردیبهشت ۱۳۹۷ اعلام کرد که به اجرای قرارداد ادامه خواهد داد.[۱۲۵]
- هواپیمایی هما پس از ۴۱ سال در ۲۱ آذر ۱۳۹۵ توانست قرارداد خرید ۸۰ فروند هواپیمای مسافربری را با شرکت بوئینگ نهایی کند. این قرارداد به تأیید دولت آمریکا نیز رسید.[۱۲۶] اما از فوریه ۲۰۱۸ مصادف با بهمن ماه ۱۳۹۶ زمزمه‌هایی مبنی بر فسخ این قرارداد به گوش رسید.[۱۲۷] در اردیبهشت ۱۳۹۷ بعد از خروج ترامپ از برجام ایرباس لغو این قرارداد را اعلام کرد.[۱۲۵]
- در ۲۳ دی ۱۳۹۵ نخستین هواپیمای ایرباس ای ۳۲۱ خریداری شده پس از رفع تحریم‌های اتحادیه اروپا علیه ایران در فرودگاه مهرآباد به زمین نشست. این اولین هواپیمای نوی بود که پس از ۳۸ سال به مالکیت ایران‌ایر درآمد. همچنین این نخستین هواپیما از مجموع ۹۹ فروندی بود که شرکت ایران‌ایر پس از رفع تحریم‌ها به ایرباس سفارش داد.[۱۲۸][۱۲۹][۱۳۰] منتقدان از این توافق به خاطر نداشتن اولویت اقتصادی، بی‌توجهی به سوءسابقهٔ دولت و شرکت‌های فرانسوی در روابط با ایران، باج‌دهی به فرانسه برای موافقت با برجام، محرمانه بودن جزئیات قرارداد، ارائهٔ اطلاعات غلط در مورد آن در اثر «فریب خوردن وزیر راه به وسیلهٔ دلالان قرارداد»، عدم انتقال فناوری و تحمیل بدهی شدید به بیت‌المال انتقاد کرده‌اند.[۱۳۱][۱۳۲] اما از فوریه ۲۰۱۸ مصادف با بهمن ماه ۱۳۹۶ زمزمه‌هایی مبنی بر فسخ این قرارداد به گوش رسید.[۱۲۷]
- در ۱۸ اردیبهشت ۱۳۹۷ درحالی‌که تنها چند ساعت از اعلام خروج آمریکا از برجام توسط دونالد ترامپ گذشته بود، استیون منوچین وزیر خزانه‌داری آمریکا اعلام کرد که مجوز فروش هواپیماهای مسافربری دو شرکت بوئینگ و ایرباس به ایران لغو خواهد شد.[۱۳۳]

### ترابری دریایی
- نخستین قرارداد سفارش ساخت کشتی‌های کانتینری مگاسایز ۱۴ هزار و ۵۰۰ TEU و تانکرهای حامل مشتقات نفتی و محمولات شیمیایی ۴۹ هزار تنی توسط شرکت کشتیرانی جمهوری اسلامی ایران و شرکت هیوندای کره جنوبی به امضا رسید. تأمین مالی این کشتی‌ها توسط بانک‌ها و شرکت‌های کره‌ای خواهد بود. نخستین کشتی در ۱۳۹۷ تحویل ایران خواهد شد.[۱۳۴]

## نقض برجام
کنگره آمریکا در نوامبر ۲۰۱۶ به صورت اجماع آرا با ۴۱۹ رأی موافق و یک رأی مخالف در مجلس نمایندگان آمریکا و ۹۹ رأی موافق از ۹۹ فرد حاضر در سنای آمریکا، قانون تحریم ایران را تمدید کرد. برخی از مقامات رسمی ایران بر این باور بودند که تمدید این قانون نقض برجام است. استدلال ایشان این بود که در پیوست ۲ برنامه جامع اقدام مشترک به صراحت توقف، لغو یا عدم تصویب تحریم‌های مندرج در این قانون طی حداکثر ۸ سال پس از اجرای برجام درخواست شده بوده است؛ و از این رو عملاً تمدید این قانون به منزلهٔ نقض برجام از سوی آمریکا است. اما، مقامات آمریکا آن را به منزلهٔ نقض برجام نمی‌دانستند. آمریکایی‌ها بر این باور بودند که تمدید این قانون، تصویب تحریم‌های جدید نیست و از این رو نقض برجام به‌شمار نمی‌رود. با این حال اوباما، رئیس‌جمهور وقت ایالات متحده از امضای آن سرباز زد و این قانون صرفاً پس از گذشت مدت زمان لازم، ابلاغ شد.
حسن روحانی رئیس‌جمهور ایران که پیش از این تهدید کرده بود واکنش مناسب علیه تمدید قانون تحریم ایران را خواهد داشت، در دستوری به صالحی رئیس سازمان انرژی اتمی دستور پژوهش دربارهٔ ساخت پیشران‌های هسته‌ای دریایی و تهیهٔ سوخت برای آن‌ها را داد. هم‌زمان ظریف وزیر امور خارجه در دستوری جداگانه، مأمور پیگیری راه‌های پیش‌بینی‌شده در برجام برای رسیدگی به موارد نقض شد.
پس از پیروزی دونالد ترامپ، وزارت خزانه داری آمریکا فوریه ۲۰۱۷ تحریم‌های جدیدی علیه ۱۳ فرد و ۱۲ نهاد مرتبط با ایران اعلام کرد.

### واکنش‌ها
- سیدعلی خامنه‌ای، رهبر جمهوری اسلامی در سخنرانی خود برای بسیج گفت: «دولت کنونی آمریکا در قضیه توافق هسته‌ای تخلف‌های متعددی تا الآن انجام داده است، تازه‌ترینش تمدید تحریم ۱۰ساله است، اگر این تحریم بشود، قطعاً نقض برجام است و بدانند قطعاً جمهوری اسلامی در برابر آن واکنش نشان خواهد داد.»[۱۳۹]
- حسن روحانی، رئیس‌جمهور ایران در جلسه علنی مجلس گفت: «چنانچه مصوبه اجرا شود نقض فاحش برجام بوده و پاسخ قاطعانه ما را به دنبال خواهد داشت. حتی امضای آن توسط رئیس‌جمهور آمریکا را نیز خلاف تعهدات آمریکا می‌دانیم و با عکس العمل مقتضی روبه رو خواهد شد. ما در اجرای مطلوب برجام مصمم هستیم اما در مواجهه با هرگونه بدعهدی، تعلل، تأخیر یا نقض در اجرای برجام قاطع عمل می‌کنیم.»[۱۴۰]
- وزیر امور خارجه، محمد جواد ظریف در بدو ورود به هند گفت: «تمدید تحریم‌ها بی‌اعتباری آمریکا را نشان می‌دهد. کاری که کنگره آمریکا کرده است در صورتی که به امضای رئیس‌جمهور آمریکا هم برسد اثر اجرایی ندارد.»[۱۴۱]
- محسن رضایی، دبیر مجمع تشخیص مصلحت نظام در صفحه اینستاگرام خود گفت: «پاسخ محکم ایران به تمدید تحریم‌ها اگر آمریکا تحریم‌های جدید را علیه ایران اعمال کند، ما به آمریکا پاسخ شوکه‌کننده‌ای خواهیم داد. تحریم‌های جدید فقط علیه ایران نخواهد بود؛ بلکه دهن کجی به اروپا، چین و روسیه هم خواهد بود.»[۱۴۲]
- علی اکبر ولایتی، عضو هیئت عالی نظارت بر برجام با بیان اینکه در سال ۸۲ و ۸۳ اروپایی‌ها در اقناع غربی‌ها برای نماندن دو یا سه سانتریفوژ در کشور نقش اساسی داشتند، اظهار داشت: در ماجرای برجام نان و آب مردم را به برجام گره زدند و همه جای کشور تعطیل بود. در هیئت مذاکره‌کننده همه بار روی دوش محمد جواد ظریف بود و واقعاً تلاش کرد اما نمی‌شود یک نفر متخصص همه چیز باشد، بلکه باید کارشناسان مختلف حضور داشته باشند و در مجلس نیز این موضوع مطالعه و بررسی شود. آیا مجلس باید چنین چیزی که این میزان مهم است را در عرض ۲۰ دقیقه تصویب کند.
- روز دوشنبه ۲۳ نوامبر ۲۰۲۰ سخنگوی وزارت خارجه آلمان از ایران انتقاد کرده و گفت در حال حاضر ایران به صورت سیستماتیک توافق‌نامه برجام را نقض می‌کند.[۱۴۳]

## خروج آمریکا از توافق و کاهش تعهدات ایران (۲۰۱۸–۲۰۲۲)

### خروج آمریکا از برجام

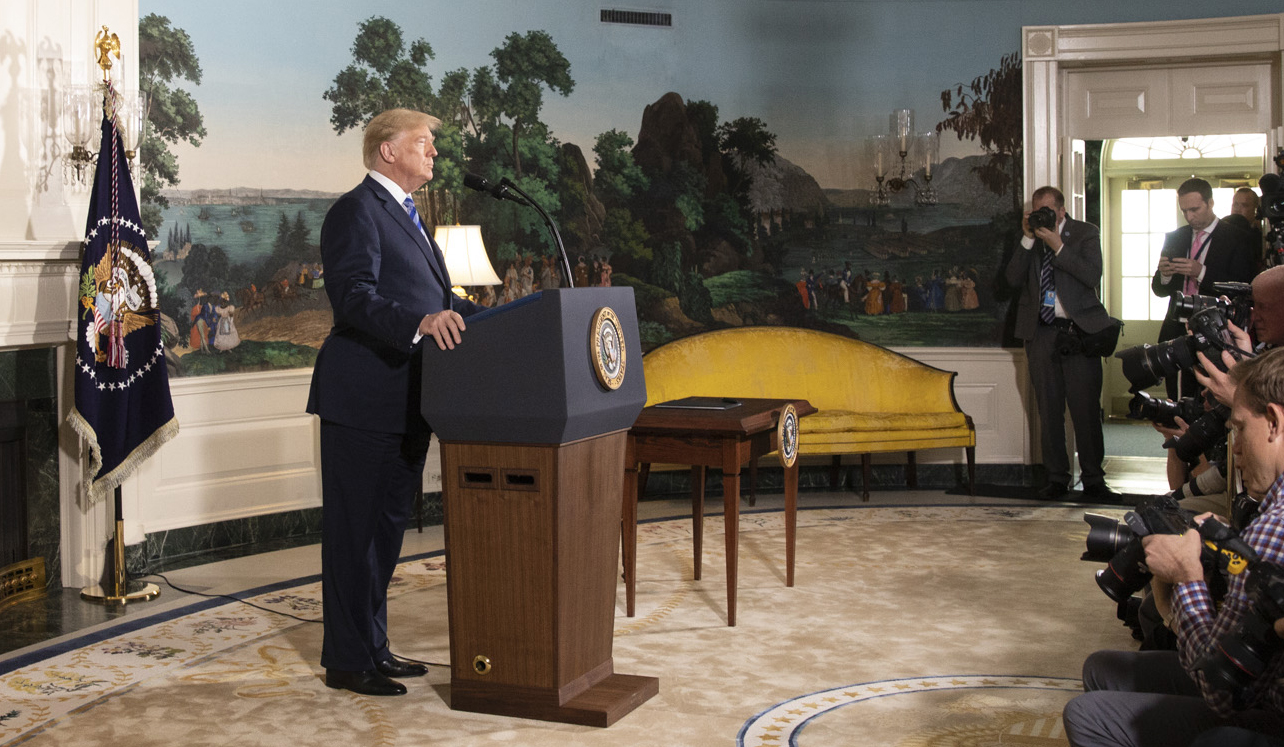
ترامپ خروج آمریکا از برجام را اعلام می‌کند.

دونالد ترامپ از زمان شرکت در انتخابات ریاست جمهوری آمریکا با توافق هسته‌ای مخالفت نمود. هرچند که ترامپ به کرات از این توافق که توسط دولت اوباما به‌دست آمده بود، انتقاد می‌کرد ولی دولت او دو بار تصمیم گرفت که به برجام پایبند بماند.
از آنجا که امکان خروج یک جانبه آمریکا از این توافق‌نامه بین‌المللی ممکن نبود، ترامپ منتظر فرصتی برای متهم کردن ایران به خروج از برجام ماند. این تلاش‌های دولت ترامپ با یک مشکل بزرگ روبرو بود و آن هم اعلام پایبندی ایران به مفاد برجام از طرف کارشناسان آژانس بین‌المللی انرژی اتمی بود. لذا دولت آمریکا سعی کرد تا با تمرکز بر برنامه موشک‌های بالستیک ایران، دولت ایران را ناقض روح برجام نشان دهد. ترامپ همچنین مقامات امنیتی و اطلاعاتی آمریکا را برای «پیدا کردن» شواهدی که نقض برجام توسط ایران را نشان دهد تحت فشار قرار داده است.
طرح خروج از برجام در اواخر شهریور ماه سال ۱۳۹۶ قوت گرفت و در مهر ماه همان سال، این طرح به‌طور جدی در دستور کار دولت آمریکا قرار گرفت. ترامپ در ۲۰ سپتامبر ۲۰۱۷ اعلام کرد که تصمیم خود را در مورد توافق‌نامه هسته‌ای با ایران گرفته است ولی از اعلان عمومی جزئیات آن خودداری کرد.
در ۱۸ اردیبهشت ۱۳۹۷ ه‍. ش، دونالد ترامپ رئیس‌جمهور ایالات متحدهٔ آمریکا رسماً اعلان کرد که ایالات متحده از برجام خارج خواهد شد. او، ایران را متهم به حمایت از حزب‌الله، طالبان، القاعده و سایر سازمان‌هایی که آن‌ها را تروریستی نامید کرد. همچنین او بازگشت تحریم‌ها به مانند گذشته را اعلام کرد.
او با استناد به مطالبی که قبلاً بنیامین نتانیاهو، نخست‌وزیر اسرائیل بیان کرده بود، ایران را متهم به عدم پایبندی به این توافق کرده و گفته ایران هرگز به برجام پایبند نبوده است.
پس از اعلام خروج آمریکا از برجام، حسن روحانی در گفتگوی زنده تلویزیونی با مردم آمریکا را یک موجود مزاحم دانست که از برجام رفته است. او همچنین با اشاره به ادامه رایزنی ایران با متحدان خود و سایر طرف‌های برجام گفت که ایران چند هفته صبر خواهد کرد. اگر در طول این مدت منافع ملت در برجام تأمین شود ایران روند را ادامه خواهد داد؛ ولی اگر برجام بدون تضمین منافع ملت ایران فقط بخواهد کاغذی باشد، «آنگاه راه بسیار روشنی پیش‌روی خود داریم.»

#### واکنش‌ها
سید علی خامنه‌ای رهبر ایران در مراسم سالگرد روح‌الله خمینی در تاریخ ۱۵ خرداد ۱۳۹۷، به سازمان انرژی اتمی ایران دستور داد مقدمات لازم برای غنی‌سازی اورانیوم و دستیابی به ۱۹۰ هزار سو را در قالب برجام را آغاز کند. او همچنین در سخنرانی ۱۹ اردیبهشت در دانشگاه فرهنگیان با اشاره به صحبت‌های شب گذشته ترامپ هنگام اعلام خروج آمریکا از برجام، با «سخیف و سبک» خواندن سخنان رئیس‌جمهور آمریکا، این سخنان را شامل «بیش از ۱۰ دروغ» دانست که «هم نظام را تهدید کرد، هم ملت را که چنین و چنان می‌کنم.» و افزود: «بنده از طرف ملت ایران می‌گویم: آقای ترامپ! شما غلط می‌کنید.»
حسن روحانی اعلام کرد که خروج آمریکا از برجام می‌تواند برای ما دو سه ماه مشکل ایجاد کند. وی در نطق تلویزیونی بلافاصله پس از اعلامیه ترامپ در این باره صحبت کرد.
از این لحظه توافق برجام بین ایران و پنج کشور است. در این شرایط باید منتظر باشیم تا شش کشور بزرگ جهانی نسبت به توافق چگونه عمل می‌کنند.

### کاهش تعهدات ایران
در روز چهارشنبه ۱۸ اردیبهشت ۱۳۹۸ و یک سال پس از خروج یک‌جانبه ایالات متحده آمریکا از برجام شورای عالی امنیت ملی ایران با صدور بیانیه‌ای اعلام کرد این کشور براساس بندهای ۲۶ و ۳۶ برجام، اجرای برخی اقدامات در چارچوب این تهعدنامه را متوقف می‌کند. این بیانیه در توضیح «کاهش تعهدات» گفته است که «جمهوری اسلامی ایران در مرحله فعلی دیگر خود را متعهد به رعایت محدودیت‌های مربوط به نگهداری ذخایر اورانیوم غنی شده و ذخایر آب سنگین نمی‌داند.» در پی انتشار این بیانیه حسن روحانی در جلسه هیئت دولت گفت: «از امروز فروش اورانیوم غنی شده و آب سنگین را متوقف می‌کنیم.» در بیانیه شورای‌عالی امنیت ملی به کشورهای باقی مانده در برجام شصت روز فرصت داده شده تا تعهدات خود به ویژه در حوزه‌های بانکی و نفتی را عملیاتی نمایند؛ در غیر این صورت در گام بعدی جمهوری اسلامی ایران «رعایت محدودیت‌های مربوط به سطح غنی سازی اورانیوم و اقدامات مربوط به مدرن سازی رآکتور آب سنگین اراک را نیز متوقف خواهد کرد.» این تصمیم ایران در همین روز طی نامه حسن روحانی به اطلاع سران کشورهای عضو برجام شامل آلمان، انگلیس، چین، روسیه و فرانسه رسید. سید عباس عراقچی معاون سیاسی وزیر امور خارجه ایران در تشریح تصمیم شورای عالی امنیت ملی با اعلام اینکه این تصمیم به معنای خروج از برجام یا نقض آن نیست گفت که «ایران خروج از برجام را در دستور کار قرار داده، ولی به صورت مرحله به مرحله.» اما این آمادگی را دارد که «اگر طرف‌های مقابل تعهداتشان را انجام دهند به مرحله قبل برگردد.» عراقچی همچنین در واکنش به «کوتاهی اروپا در عمل به تعهداتش در قبال برجام» تهدید کرد که اگر منابع مالی ایران محدود شود و فروش نفت به صفر برسد ممکن است جمهوری اسلامی از «برادران و خواهران افغانستانی بخواهد ایران را ترک کنند.»
پس از بیانیه ایران کشورهای اروپایی عضو برجام و اتحادیه اروپا با صدور بیانیه‌ای مشترک در واکنش به مهلت ۶۰ روزه ایران برای اجرای تعهدات بانکی و نفتی اعلام کردند هیچ ضرب‌الاجلی را از سوی تهران نمی‌پذیرند. همچنین فلورنس پارلی وزیر دفاع فرانسه در واکنش به اقدام ایران گفت که «اگر ایران به تعهدات هسته‌اش احترام نگذارد مسئله فعال‌سازی مجدد سازوکار تحریم‌ها مطرح خواهد شد.»
سید علی خامنه‌ای رهبر جمهوری اسلامی ایران در روز سه شنبه ۲۴ اردیبهشت ۱۳۹۸ در دیدار مسئولان و کارگزاران نظام با اشاره به عدم پایبندی طرف اروپایی به برجام گفت که «ما با اروپایی‌ها مشکل و دعوایی نداشتیم؛ اما آنها به هیچ‌یک از تعهدات خود عمل نکردند و نمی‌کنند و درعین‌حال مدام ادعا می‌کنند که ما به برجام پایبند هستیم.»
نخست‌وزیر انگلیس روز سه شنبه ۲۴ دی ۱۳۹۸ دربارهٔ توافق هسته‌ای با اشاره به اینکه مشکل برجام این است که از نگاه آمریکا این توافق منقضی می‌شود، افزود، اگر بخواهیم برجام را از بین ببریم باید جایگزینی برای آن داشته باشیم. بیایید طرح دونالد ترامپ دربارهٔ برنامه اتمی ایران را جایگزین توافق هسته‌ای برجام کنیم. اگر قرار است ما برجام را با چیزی جایگزین کنیم، بیایید آن را با یک «توافق ترامپ» جایگزین کنیم. او افزود: رئیس‌جمهور ترامپ یک توافق‌کننده خیلی خوب است. بالاخره یک طوری باید مانع دستیابی ایران به یک سلاح هسته‌ای شویم، ترامپ با انتشار پیامی در توئیتر نوشت: بوریس جانسون نخست‌وزیر انگلیس گفته است که ما باید توافق هسته‌ای ایران را با توافق ترامپ جایگزین کنیم. من موافق هستم.
در نهایت دولت روحانی، در پاسخ به عدم اقدام مناسب از سوی اروپا برای حفظ برجام، در چهار مرحله پی‌درپی به کاهش تعهدات برجامی خود در رابطه با برنامه هسته‌ای ایران پرداخت.

#### مرحله پنجم و گام نهایی
در شبانگاه ۱۵ دی ۱۳۹۸، و دو روز پس از ترور قاسم سلیمانی در حمله هوایی آمریکا به فرودگاه بین‌المللی بغداد توسط دولت ترامپ، دولت حسن روحانی طی بیانیه ای گام پنجم و نهایی کاهش تعهدات ایران در برجام را اعلام کرد. مطابق این بیانیه، جمهوری اسلامی ایران دیگر با هیچ محدودیتی در حوزه عملیاتی (شامل ظرفیت غنی سازی، درصد غنی سازی، میزان مواد غنی شده، و تحقیق و توسعه) مواجه نیست. بر اساس این بیانیه در گام پنجم کاهش تعهدات، جمهوری اسلامی، آخرین مورد کلیدی از محدودیت‌های عملیاتی ایران در برجام، یعنی «محدودیت در تعداد سانتریفوژها» را کنار می‌گذارد. برخی از مفسران سیاسی، این اقدام را به منزله پایان برجام تلقی کردند.

#### واکنش‌ها
- روز دوشنبه ۱۶ دی ۱۳۹۸ سخنگوی بوریس جانسون، نخست‌وزیر انگلستان، گفت: اعلام ایران مبنی بر این‌که محدودیت‌های غنی‌سازی اورانیوم را رها خواهد کرد بسیار نگران‌کننده است و انگلیس فوراً با طرفها در مورد اقدامات احتمالی بعدی صحبت می‌کند.[۱۷۰]
- سازمان دیده‌بان اتمی سازمان ملل روز دوشنبه ۱۶ دی آخرین اعلامیه ایران در مورد دور شدن، هرچند برگشت‌پذیر، از توافق هسته‌ای این کشور با قدرت‌های بزرگ را تأیید کرد؛ و گفت که هرگونه تحول را سریعاً به کشورهای عضو خود گزارش خواهد کرد…[۱۷۱]
- قرار شد وزرای خارجه اتحادیه اروپا روز جمعه ۲۰ دی ۱۳۹۸ یک نشست اضطراری برای بررسی راه‌های حفظ توافق اتمی با ایران برگزار کنند.[۱۷۲][۱۷۳]
- روز دوشنبه ۷ دسامبر ۲۰۲۰ کشورهای فرانسه، بریتانیا و آلمان با صدور بیانیه مشترک دربارهٔ پیامدهای نصب سانتریفیوژهای پیشرفته برای غنی‌سازی اورانیوم و همچنین اجرای مصوبه تازه مجلس ایران دربارهٔ تعهدات هسته‌ای هشدار دادند. آنها گفتند «اگر ایران می‌خواهد فضایی برای دیپلماسی نگه دارد "نباید این گام‌ها را عملی کند.»[۱۷۴]

### گزارش سه‌ماهه آژانس بین‌المللی انرژی اتمی
روز سه‌شنبه ۱۳ اسفند ۱۳۹۸ آژانس بین‌المللی انرژی اتمی گزارش سه‌ماهه خود دربارهٔ فعالیت‌های هسته‌ای ایران را منتشر کرده و نسبت به اینکه ایران اجازه دسترسی بازرسان را به دو مرکز را نداد، انتقاد کرد. آژانس همچنین ایران را از هرگونه اقدامی که بر ضد تعهداتش باشد برحذر داشته است. آژانس بین‌المللی انرژی اتم اعلام کرد که سه سایت اعلام نشده در ایران را مشخص کرده که احتمالاً محل ذخیره اورانیوم یا فعالیت‌های هسته‌ای است، اما تهران اجازه بازرسی از این سه مرکز را نداده است. رافائل گروسی مدیر آژانس طی مصاحبه ای گفت ما روی بازرسی از این سه مرکز تأکید داریم.

#### واکنش‌ها
- مایک پمپئو وزیر خارجه آمریکا با صدور بیانیه‌ای با اشاره به اینکه ایران امضاکننده پیمان منع گسترش سلاح‌های هسته‌ای است، گفت خودداری ایران از دسترسی بازرسان آژانس بین‌المللی انرژی اتمی و نظارت هسته‌ای سازمان ملل متحد به مراکز هسته‌ای خود نقض آشکار توافق پادمانی است که تهران طبق ان‌پی‌تی ملزم به اجرای آن است.[۱۷۷]
- امانوئل ماکرون رئیس‌جمهوری فرانسه روز سه شنبه ۱۳ اسفند از ایران خواست فوری و بدون تأخیر به‌طور کامل با آژانس بین‌المللی انرژی اتمی همکاری کند. او همچنین اعلام کرد که ایران با نقض توافق برجام ذخیره اورانیوم خود را از ماه نوامبر تقریباً سه برابر کرده است.[۱۷۸]
- جکی ولکات، نماینده آمریکا در آژانس بین‌المللی انرژی اتمی روز چهارشنبه ۲۱ اسفند ۱۳۹۸ گفت لازم است ایران بدون تأخیر نگرانی‌های آژانس را دربارهٔ احتمال وجود سایتها و مواد اعلام نشده هسته‌ای در ایران به‌طور کامل بر طرف کند و اگر ایران از این کار طفره برود، شورای حکام آژانس باید اقدام کند.[۱۷۹]
- آمریکا روز چهارشنبه ۲۱ اسفند در نشست فصلی شورای حکام آژانس بین‌المللی انرژی اتمی با انتشار بیانیه‌ای اعلام کرد یکی از سه مکانی که جمهوری اسلامی هنوز در مورد آنها به آژانس پاسخ نداده احتمالاً مرکز نگهداری فلز اورانیوم است.[۱۸۰] در بیانیه آمریکا آمده است «هر گونه خودداری از همکاری با آژانس بین‌المللی انرژی اتمی در مورد سئوالات مربوط به احتمال وجود مواد اتمی اعلام نشده، یک نگرانی جدی در زمینه منع تکثیر خواهد بود»... این بیانیه می‌افزاید «اما با توجه به امکان استفاده از فلز اورانیوم در فعالیتهای تحقیقاتی و تولیدی مربوط به سلاح اتمی، وجود حتی مقادیر کوچکی از فلز اورانیوم اعلام نشده در ایران امروز، سئوالات حتی نگران کننده تری ایجاد خواهد کرد»...[۱۸۱]
- روز دوشنبه ۲۶ خرداد رافائل ماریانو گروسی، مدیرکل آژانس بین‌المللی انرژی اتمی، در نشست شورای حکام آژانس بین‌المللی انرژی اتمی، در گزارشی اعلام کرد که بیش از چهار ماه است که ایران اجازه دسترسی به دو مرکز را نداده است، وی خواستار همکاری فوری ایران با این آژانس شد.[۱۸۲]
- روز جمعه ۲۴ مرداد، رافائل گروسی، مدیرکل آژانس بین‌المللی انرژی اتمی، به خبرنگاران گفت که ایران هنوز به آژانس اجازه دسترسی به دو سایت هسته‌ای برای شفاف‌سازی فعالیت‌های هسته‌ای احتمالاً اعلام نشده در اوایل دهه ۲۰۰۰ میلادی را نداده است.[۱۸۳]
- در ۱۱ اسفند ۹۹ با کشف مواد رادیواکتیو در دو مکان در ایران و عدم ارایه توضیح از سوی ایران، کشورهای بریتانیا و فرانسه و آلمان پیش‌نویس قطعنامه علیه ایران را به شورای حکام آژانس ارایه کردند.[۱۸۴][۱۸۵]با پذیرش شروع مذاکرات احیای برجام از سوی ایران، پیش‌نویس قطعنامه از سوی این سه کشور پس گرفته شد.[۱۸۶][۱۸۷]

### تلاش آمریکا برای فعال‌سازی مکانیزم ماشه
روز سه شنبه ۲۴ دی ۱۳۹۸ کشورهای اروپایی عضو برجام تصمیم به فعال سازی «مکانیسم حل اختلاف» گرفتند. این مکانیسم روندی است که در صورت طی کردن کامل مراحل، به بازگرداندن تحریم‌های سازمان ملل علیه ایران منتهی خواهد شد. وزرای خارجه سه کشور فرانسه، آلمان و انگلستان طی بیانیه‌ای گفتند که ایران به کرات مفاد توافقنامه برجام را نادیده گرفته است. که البته در ادامه جوزپ بورل رئیس سیاست خارجی اتحادیه اروپا اعلام کرد اروپا از فعال کردن مکانیسم ماشه منصرف شده است و همچنان می‌خواهد برجام را حفظ کند.
روز ۳۱ مرداد ۱۳۹۹ دونالد ترامپ، رئیس‌جمهوری آمریکا در سخنرانی در جلسه «شورای سیاست‌گذاری ملی» در ویرجینیا گفت: « «ما شدیدترین تحریم‌های تاریخ ایالات متحده را علیه ایران اعمال کردیم و این هفته هم روند بازگرداندن تحریم‌های بین‌المللی علیه ایران را فعال کردیم تا تمامی تحریم‌های قبلی سازمان ملل که به تعلیق درآمده بود، دوباره برقرار شوند.»
روز شنبه ۱۹ سپتامبر ۲۰۲۰ مایک پومپئو وزیر امور خارجه آمریکا در گزارشی با عنوان «رژیم قانون گریز: شرحی بر فعالیت‌های مخرب ایران، ۲۰۲۰» ضمن تشریح فعالیت‌های جمهوری اسلامی ایران، چکاندن ماشه بازگشت فوری تحریم‌ها را اعلام کرد، وی گفت ما ماشه بازگشت فوری تحریم‌ها را کشیده‌ایم تا تقریباً همه تحریم‌های سازمان ملل علیه ایران برگردد.
تلاش دولت ترامپ در شورای امنیت سازمان ملل متحد با مخالفت ۱۳ عضو از ۱۵ عضو این شورا مواجه شد و به شکست انجامید
همچنین در ادامه، تلاش آمریکا برای فعال سازی کمیته تحریم علیه ایران در راستای اجرای مکانیزم ماشه، از طریق مجمع عمومی این سازمان هم با ۱۰ رای موافق و ۱۱۰ رای مخالف به شکست انجامید. هرچند با تمام مخالفت‌ها پومپئو باز هم از ادعای خود دست نکشید؛ که در نهایت با روی کار آمدن دولت بایدن، این کشور با ارسال نامه‌ای به شورای امنیت سازمان ملل متحد اعلام کرد ادعای فعال‌سازی مکانیسم ماشه توسط مایک پومپئو را قبول ندارد و از این ادعا انصراف می‌دهد.
در حال حاضر دو طرف به علت مذاکرات هسته‌ای پیش رو، موقتاً از کاهش تعهدات را متوقف کرده‌اند.

## مذاکرات احیای برجام (۲۰۲۱-اکنون)
در اوایل سال ۲۰۲۱، مذاکرات بین طرفین برای توافق اولیه جهت احیای برجام، در وین انجام شد. اما به دلیل انتخابات ۱۴۰۰، مذاکرات از خرداد ماه متوقف شد. انریکه مورا، نماینده هماهنگ‌کننده اتحادیه اروپا برای احیای برجام، در مراسم تحلیف ابراهیم رئیسی، رئیس‌جمهور جدید ایران، در مرداد ماه در تهران شرکت کرد. ایران به دنبال تضمین از اتحادیه اروپا بود که خروج یک جانبه آمریکا تکرار نشود. در ۱۴ اکتبر ۲۰۲۱، ایران و اتحادیه اروپا بر سر برگزاری مذاکرات بیشتر در بروکسل توافق کردند. علی باقری کنی، معاون وزیر امور خارجه ایران، اظهارات انریکه مورا مبنی بر آمادگی اتحادیه اروپا جهت همکاری با ایران و سایر طرف‌ها را تکرار کرد. آنتونی بلینکن، وزیر امور خارجه آمریکا به خبرنگاران گفت که امیدوار است مذاکرات جدید موفقیت‌آمیز باشد، اما تأکید کرد که «راهی که ما در پیش داریم، کوتاه و کوتاه‌تر می‌شود.»
در ۲۴ اکتبر ۲۰۲۱، میخائیل اولیانوف، سفیر روسیه در آژانس بین‌المللی انرژی اتمی سازمان ملل متحد در وین، درخواست ایران مبنی بر عدم خروج مجدد آمریکا از برجام را «منطقی و قابل توجیه» خواند. جو بایدن، رئیس‌جمهور آمریکا قبلاً از دادن چنین تضمینی به ایران خودداری کرده بود. بیانیه مشترک رهبران فرانسه، آلمان، بریتانیا و ایالات متحده در ۳۰ اکتبر از تعهد آشکار بایدن برای بازگرداندن ایالات متحده به پایبندی کامل به برجام، تا زمانی که ایران هم همزمان به تعهدات خود عمل کند، استقبال کرد. مذاکرات با حضور نمایندگانی از ایران، چین، فرانسه، آلمان، روسیه و بریتانیا در ۲۹ نوامبر ۲۰۲۱ در وین از سر گرفته شد.
در آغاز دور هفتم مذاکرات، مذاکره کنندگان اروپایی، روسیه، انگلیس، چین و ایران نسبت به احیای برجام ابراز خوش‌بینی کردند. یک دیپلمات اروپایی گفت که در ژوئن ۲۰۲۱، بر ۷۰ تا ۸۰ درصد از پیش‌نویس احیای برجام، توافق شده است. انریکه مورا، مقام اتحادیه اروپا که ریاست مذاکرات را نیز برعهده دارد، گفت که نسبت به آنچه دیده احساس «بسیار مثبت» می‌کند. علی باقری، مذاکره‌کننده ارشد هسته‌ای ایران، هر آنچه را که تاکنون مطرح شده صرفاً یک «پیش‌نویس» نامید و پیش‌نویس جدید خود ایران را ارائه کرد. پس از دور هفتم، مذاکره‌کنندگان غربی پیشنهادهای جدید ایران را «غیرقابل قبول» خواندند و شانس کمی برای موفقیت در مذاکره دیدند مگر اینکه ایران موضع خود را تغییر دهد. مذاکره کنندگان ایرانی اصرار داشتند که قبل از کاهش برنامه هسته‌ای، ابتدا آمریکا همه تحریم‌ها لغو کند که این مورد در تضاد با درک قبلی از «پایبندی همزمان طرفین» بود. در ۹ دسامبر ۲۰۲۱، مذاکرات برای احیای برجام ادامه یافت و روسیه و چین فشار دیپلماتیک بر ایران جهت تجدید نظر در موضع خود اعمال کردند. به گفته میخائیل اولیانوف، سفیر روسیه در مذاکرات، «تعدادی از سوء تفاهم‌ها که باعث ایجاد تنش شده بود، برطرف شد و همه تعهد خود را به کار سازنده تأیید کردند.» مذاکرات هفته قبل به بن‌بست خورده بود زیرا پیش‌نویس پیشنهادی ایران که خواستار رفع تمامی تحریم‌ها بود برای مذاکره کنندگان اروپایی غیرقابل قبول بود.
مذاکرات احیای برجام در آمریکا به صورت محرمانه است و در همین خصوص نمایندگان جمهوری‌خواه کنگره آمریکا از بایدن خواستند تا مردم آمریکا را دربارهٔ توافق احتمالی با ایران مطلع سازد و مذاکرات را از حالت محرمانه خارج کند.
پس از ماه‌ها مذاکره در پی ناخشنودی آمریکا از مداخلات جمهوری اسلامی در تجهیز روسیه به سلاح و پهپاد در جنگ اوکراین و رخ دادن خیزش سراسری ۱۴۰۱، آمریکا اعلام کرد که احیای برجام از اولویت آنها خارج شده است. همچنین در اسفند ۱۴۰۱، اروپا سازوکار مالی تجارت با ایران، موسوم به اینس‌تکس را منحل کرد.

## روز انتقالی
۸ سال پس از روز پذیرش برجام در ۱۸ اکتبر ۲۰۲۳ روز انتقالی فرا رسید و معاون سیاسی دبیرکل سازمان ملل متحد در نامه‌ای اعلام کرد که بخش‌های پیش‌بینی‌شده‌ای از تحریم‌های هسته‌ای ایران از این تاریخ به‌طور خودکار لغو می‌شوند. با اجرای بندهای مربوط به رفع این تحریم‌ها که به بندهای غروب برجام مشهور شده‌اند تمام تحریم‌های مرتبط با افراد و نهادهای ایرانی در سازمان ملل پایان یافت. اهم این موارد عبارتند از:
- پایان محدودیت‌های مرتبط با فعالیت‌های ایران در ارتباط با موشک‌های بالستیک که قابلیت حمل سلاح هسته‌ای را دارند.
- پایان محدودیت‌ها در خصوص انتقال موشک‌ها، پهپادها و فن‌آوری‌های مرتبط ایران
- پایان تحریم‌ها و انسداد اموال و دارایی‌های ۲۳ فرد و ۶۱ نهاد درگیر در برنامه‌های هسته‌ای و موشکی ایران[۲۱۶]

این در حالی بود که شورای اتحادیه اروپا یک روز قبل اعلام کرده بود این شورا تمام تحریم‌های محدودکننده‌اش را به دلیل آنچه عدم التزام ایران به تعهداتش ذیل برجام خوانده بود، در روز انتقالی حفظ خواهد کرد.در همین روز ایالات متحده و ۴۶ دولت دیگر حامی ابتکار امنیتی اشاعه (PSI) اقدام به انتشار بیانیه‌ای کرده و متعهد به چهار مسئله شدند:
1. اقدام مؤثر جهت جلوگیری از انتقال لوازم مرتبط با موشک، از جمله لوازم مرتبط به پهپاد به ایران و از ایران.
2. به‌کارگیری روش‌های ساده برای تبادل سریع اطلاعات مرتبط با فعالیت‌های اشاعه ایران.
3. بررسی و ارزیابی قوانین ملی به منظور تقویت مقابله با مسائل مرتبط با موشک و پهپادهای ایران.
4. اقدامات خاص جهت حمایت از تلاش‌های بازدارنده مرتبط با برنامه‌های موشکی و پهپادی ایران.[۲۱۸]

دولت ایران در واکنش به اقدامات آمریکا و اتحادیه اروپایی، بیانیه‌ای صادر کرد و در آن اعلام نمود اقدام این کشورها «برای تداوم این محدودیت‌ها در ظرفیت ملی به رغم خاتمه محدودیت‌های بین‌المللی را ناقض ماده ۲۵ منشور ملل متحد می‌داند.»